# Nordsee
Koordinaten: 56° 0′ 0″ N, 3° 0′ 0″ O
Die Nordsee (veraltet Westsee, Deutsches Meer) ist ein Randmeer des Atlantischen Ozeans. Sie ist ein Schelfmeer und liegt im nordwestlichen Europa. Bis auf die Meerengen beim Ärmelkanal und beim Skagerrak ist sie auf drei Seiten von Land begrenzt und öffnet sich trichterförmig zum nordöstlichen Atlantik. In einem 150-Kilometer-Bereich an der Küste leben rund 80 Millionen Menschen.
Die Nordsee selbst ist ein wichtiger Handelsweg und dient als Zugang Mittel- und Nordeuropas zu den Weltmärkten. Die südliche Nordsee ist zusammen mit dem angrenzenden Ärmelkanal die am dichtesten befahrene Schifffahrtsregion der Welt. Unter dem Meeresboden befinden sich größere Erdöl- und Erdgasreserven, die seit den 1970er Jahren gefördert werden. Kommerzielle Fischerei hat den Fischbestand des Meeres in den letzten Jahrzehnten vermindert. Umweltveränderungen entstehen auch dadurch, dass die Abwässer aus Nordeuropa und Teilen Mitteleuropas direkt oder über die angrenzende Ostsee in das Meer fließen.

## Geographie

### Lage und Ausdehnung
Die Nordsee liegt größtenteils auf dem europäischen Kontinentalschelf. Eine Ausnahme bildet lediglich ein schmales Gebiet der nördlichen Nordsee vor Norwegen. Die Nordsee wird begrenzt von der Insel Großbritannien im Westen und dem nord- und mitteleuropäischen Festland mit Norwegen (Nordost), Dänemark (Ost) sowie Deutschland (Südost), Niederlande (Süd), Belgien und Frankreich (Südwest). Im Südwesten geht die Nordsee durch die Straße von Dover in den Ärmelkanal über, im Osten hat sie über Skagerrak und Kattegat Kontakt zur Ostsee und nach Norden öffnet sie sich trichterförmig zum Europäischen Nordmeer, das im Osten des Nordatlantiks liegt. Neben den offensichtlichen Grenzen durch die Küsten der Anrainerstaaten wird die Nordsee durch eine gedachte Linie vom norwegischen Lindesnes hin zum dänischen Hanstholm in Richtung Skagerrak abgegrenzt.
Die International Hydrographic Organization definiert die Grenzen der Nordsee wie folgt:
Im Südwesten. Eine Linie, die den Leuchtturm Phare de Walde (Frankreich, 50°59'37"N, 1°54'53"E) mit Leathercoat Point (England, 51°10'01.4"N 1°24'07.8"E) verbindet.
Im Nordwesten. Von Dunnet Head (58°40'20"N, 3°22'30"W) in Schottland zu(m Leuchtturm) Tor Ness (58°46'42.9"N 3°17'47.5"W) auf der Insel Hoy, weiterhin durch diese Insel zu Kame of Hoy (58°55′N) weiter zu Breck Ness auf Mainland (58°58′N) durch diese Insel zu Costa Head (3° 14′ W) und zu Inga Ness (59' 17' N) auf Westray, durch Westray zu Bow Head, nach Mull Head (Nordspitze von Papa Westray) weiter zu Seal Skerry (Nordspitze von North Ronaldsay) und weiterhin zu Horse Holm am Südende von Shetland.
Im Norden. Von der Nordspitze (Fethaland Point, 60°38'15.3"N 1°18'30.1"W) von Mainland (Shetland) quer zu Graveland Ness (60° 39′ N) auf der Insel Yell (Shetland), durch Yell zu Gloup Ness (1° 04′ W) und quer zu Spoo Ness (60° 45′ N) auf der Insel Unst, durch Unst zu Herma Ness (60° 51′ N), weiter zum SW-Kap der Rumblings und zu Muckle Flugga (60⁰ 51' N, 0⁰ 53' W), wobei all diese der Nordsee zugerechnet werden; von dort den Meridian 0° 53′ West hoch bis zum 61° 00′ Nord und ostwärts entlang dieses Breitengrads zur Küste von Norwegen, so dass die ganze Viking Bank in die Nordsee einbezogen ist.
Im Osten. Die Westgrenze des Skagerrak [Eine Linie, die Hanstholm (57⁰07'N, 8⁰36'E) und the Naze (Lindesnes, 58⁰N, 7⁰E) verbindet].
Die nördliche Grenze zum Atlantik ist naturräumlich weniger eindeutig. Während die seit langem im Entwurfsstadium befindliche 4. Edition der Limits die Nordgrenze nach Süden zum Breitenkreis 60⁰ 51' N verschiebt, verläuft die Grenze des Oslo-Pariser-Abkommens von 1962 etwas weiter westlich und nördlich entlang von 5° westlicher Länge und 62° nördlicher Breite auf Höhe des norwegischen Geirangerfjords.
Die Nord-Süd-Ausdehnung beträgt 1.120 km von 50° 56′ N bis 62° N. Die maximale Breite von Osten nach Westen beträgt 1.001 km von 4° 26′ W bis 9° 50′ O.
Die Flächenausdehnung der Nordsee beträgt rund 575.000 km² bei einer durchschnittlichen Tiefe von 95 m. Das ergibt ein Wasservolumen von 54.000 km³.

### Gliederung

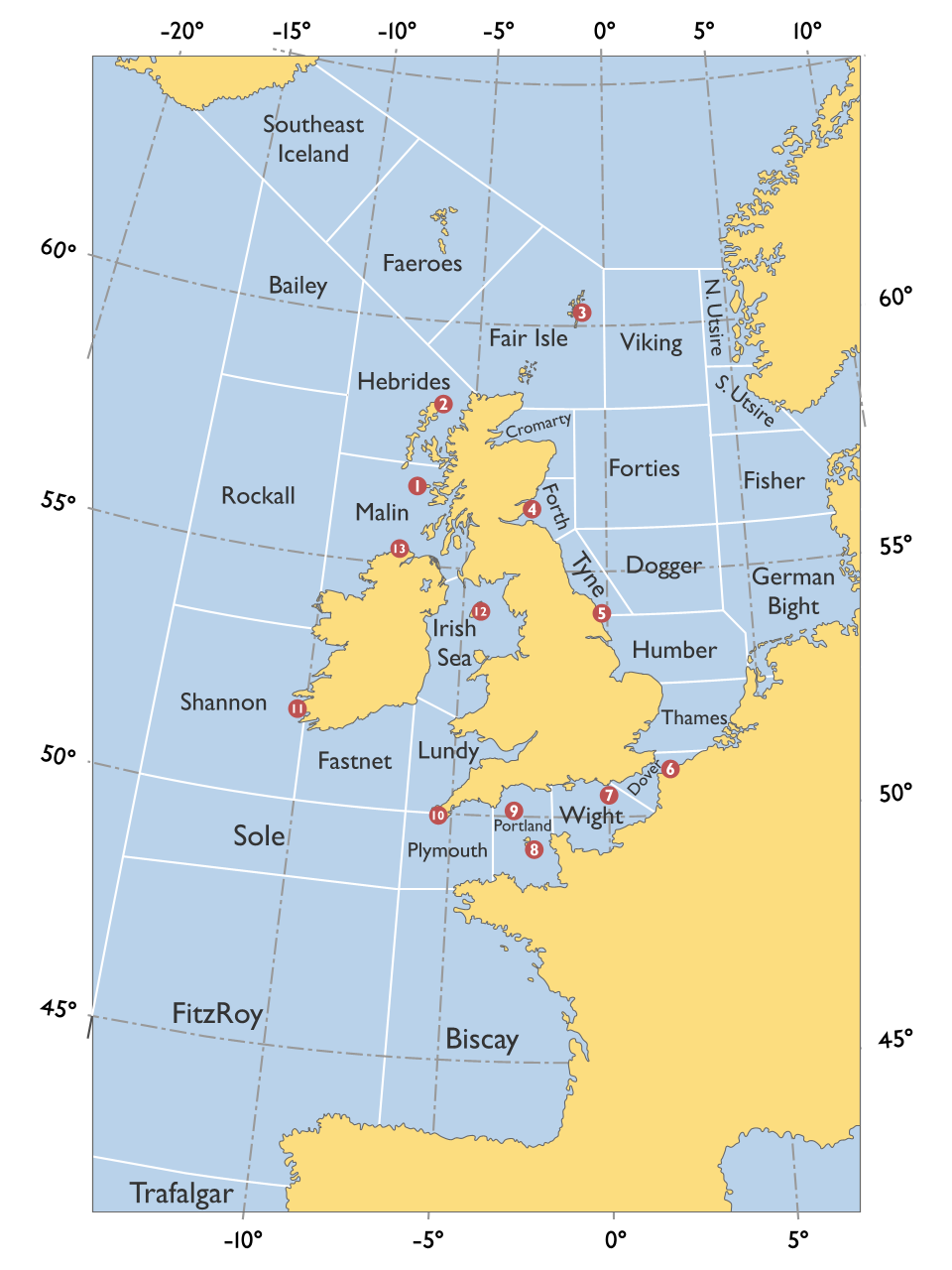
Lage der Vorhersagegebiete in Nordsee (Skagerrak fehlt) und Ostatlantik

Für Fischerei- und Wettervorhersagen wie beispielsweise die des Seewetterdienstes Hamburg wird die Nordsee international in verschiedene Seegebiete untergliedert:
Westliche Nordsee von Norden nach Süden:
- Viking (seit 1955) – östlich der Shetlandinseln
- Forties – östlich Schottlands
- Dogger – liegt unter anderem über der Doggerbank
- Southern Bight – Südwestliche Nordsee

Östliche Nordsee von Norden nach Süden:
- Utsire (Utsira, seit 1984) – westlich der norwegischen Küste, unterteilt in North Utsire und South Utsire
- Fisher (Fischer, seit 1955) – grenzt westlich an den Skagerrak und südlich an die Deutsche Bucht
- Skagerrak – östlichstes Gebiet der Nordsee, verbindet über Kattegat und Belte zur Ostsee
- Deutsche Bucht (German Bight, von 1949 bis 1955 Helgoland, davor Dogger) – vor der niederländischen, deutschen und dänischen Nordseeküste

### Zuflüsse
In die Nordsee münden zahlreiche Fließgewässer, von denen einige sehr wasserreich sind:
- Rhein-Maas-Delta (Niederlande) 2900 m³/s, davon
  - durchs IJsselmeer 555 m³/s
  - aus dem Rhein 2300 m³/s
  - aus der Maas 357 m³/s
- Elbe (Niedersachsen/Schleswig-Holstein/Hamburg) 856 m³/s
- Glomma (Norwegen) 603 m³/s
- Götaälv (Schweden, Trysilelva Norwegen)[6]
- Weser (Niedersachsen/Bremen) 358 m³/s
- Drammenselva (Norwegen) 314 m³/s
- Humber (England) 250 m³/s, gemeinsames Ästuar von u. a.
  - Trent 99 m³/s
  - Yorkshire Ouse 44 m³/s
- Firth of Tay (Schottland) 170 m³/s
- Otra (Norwegen) 150 m³/s
- Sira (Norwegen) 130 m³/s
- Schelde (Belgien/Niederlande) 126 m³/s
- Forth (Schottland) 112 m³/s
- Numedalslågen (Norwegen) 111 m³/s
- Tweed (Schottland und England) 85 m³/s
- Ems (Niedersachsen) 80,5 m³/s
- Themse (England) 76 m³/s

## Geologie

### Entstehung

Karte der Nordsee um 8000 v. Chr.
In der heutigen südlichen Nordsee lag damals das Doggerland.

Das heutige Nordseebecken bildete sich im Tertiär heraus. Ihre heutigen Umrisse erhielt die Nordsee jedoch erst im frühen Holozän vor etwa 8.000 Jahren. Auch der jetzige Zustand ist nur ein Stadium in der dynamischen Entwicklung der Nordsee: langfristig lässt sich weiterhin ein Anstieg des Meeresspiegels beobachten, der über die letzten 7500 Jahre gerechnet bei etwa 33 Zentimeter/Jahrhundert liegt (mittleres Tidenhochwasser an den deutschen Küsten). Im 20. Jahrhundert stieg das Wasser um etwa 20 bis 25 Zentimeter.
In der Weichseleiszeit waren, wie in den anderen Eiszeiten auch, große Wassermengen im Eis der Gletscher gebunden. Das Inlandeis Skandinaviens war bis zu drei Kilometer dick. Der Meeresspiegel lag auf dem Höhepunkt der Weichseleiszeit bis zu 120 Meter unter dem heutigen Stand, die Küstenlinien verliefen etwa 600 Kilometer nördlich des heutigen Stands. Große Teile der Nordsee lagen damals trocken. Am Ende der Weichseleiszeit lag der Meeresspiegel etwa 60 Meter unter dem heutigen Normalnull, wobei die Küstenlinie nördlich der heutigen Doggerbank verlief. Die gesamte südliche Nordsee war Festland, das sogenannte Doggerland, die britischen Inseln und das europäische Festland waren eine zusammenhängende Landmasse. In den darauf folgenden Jahrtausenden stieg das Wasser, wobei dieser Anstieg im Laufe der Zeit an Geschwindigkeit abnahm.
Vor etwa 9850 bis 7100 Jahren wurden Teile des Elbe-Urstromtals überflutet. Etwas später öffnete sich der Ärmelkanal und das Wattenmeer begann sich zu bilden. In der darauf folgenden Zeit wechselten Phasen stärkeren Wasseranstiegs (Transgression) mit solchen einer Wassersenkung (Regression). Vor etwa 5000 Jahren (3000 v. Chr.) lag der Meeresspiegel an der südlichen Küste etwa vier Meter unter dem heutigen Niveau, um den Beginn der christlichen Zeitrechnung knapp zwei Meter unter dem heutigen Meeresspiegel. Nachdem er zwischenzeitlich anstieg, sank er um das Jahr 1000 wieder auf das Niveau zu Beginn der christlichen Zeitrechnung, um schließlich in mehreren Schüben langsamer weiter zu steigen.

### Gestalt

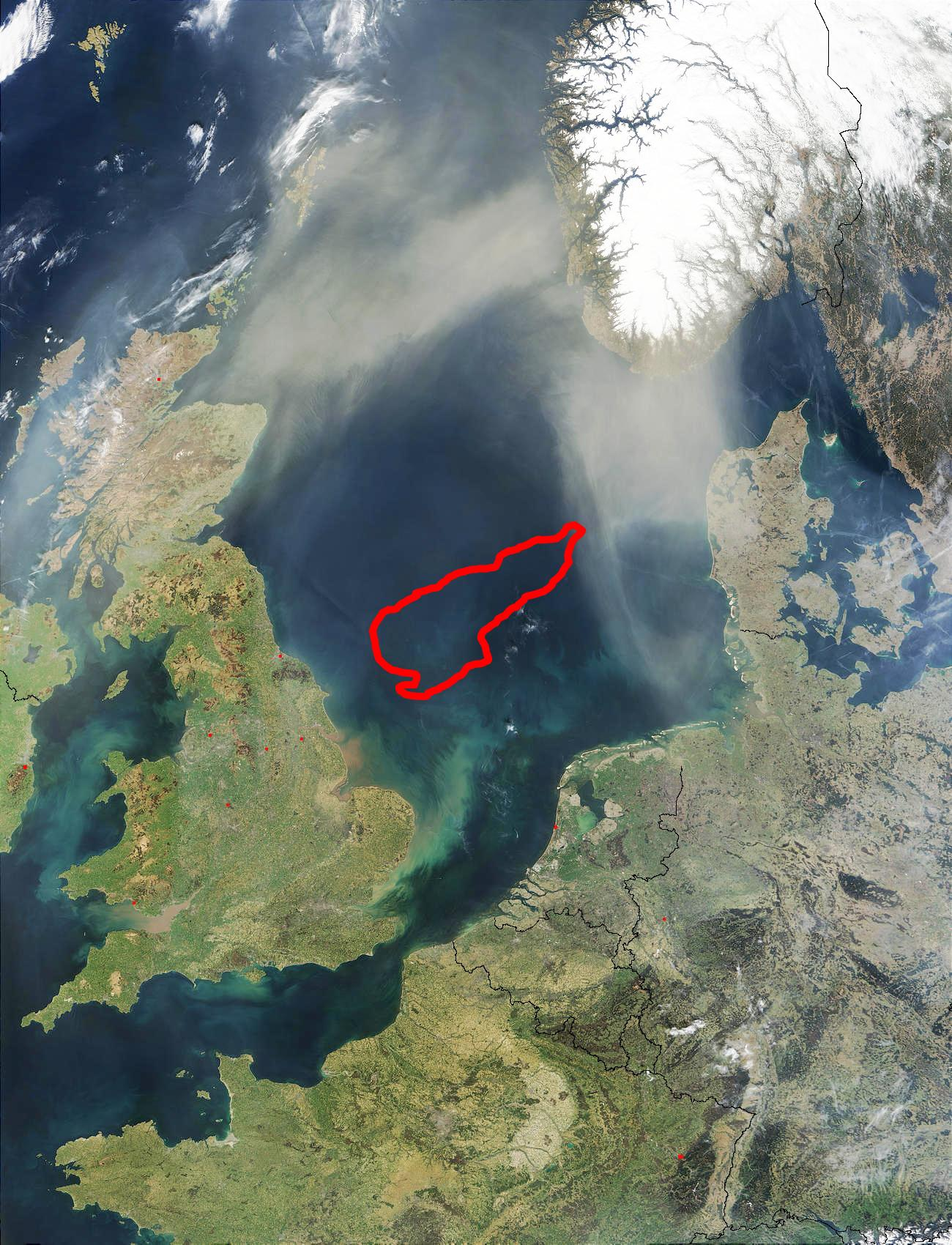
Satellitenaufnahme der Nordsee, die Doggerbank ist rot umrandet

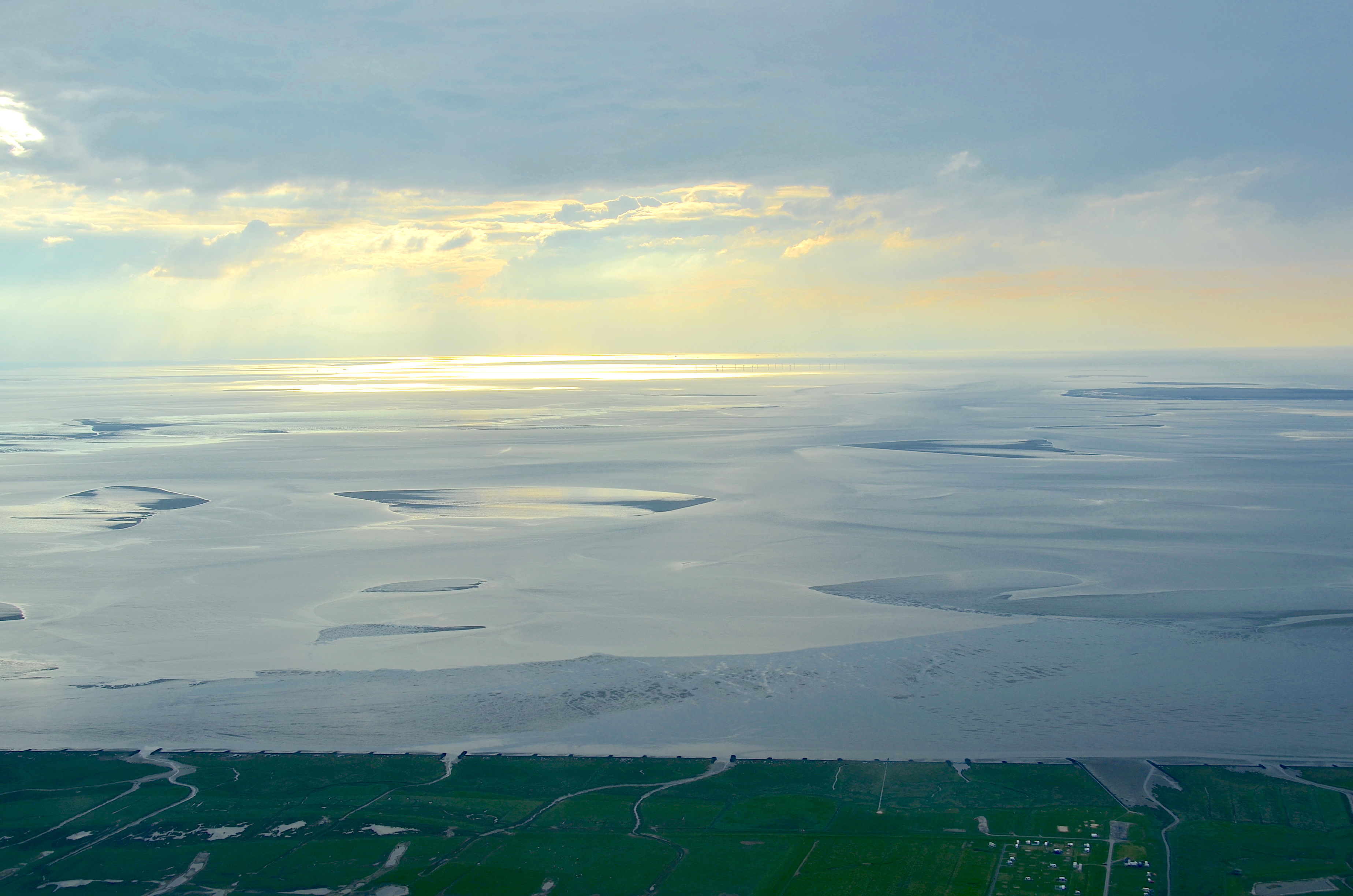
Sandbänke in der Helgoländer Bucht

Die Nordsee ist ein Schelfmeer mit einer durchschnittlichen Tiefe von nur 95 Metern. Der Meeresboden liegt größtenteils auf dem Schelf, und so steigt die Tiefe von 25 bis 35 Metern im südlichen Teil am Kontinentalhang zwischen Norwegen und nördlich der Shetlandinseln auf bis zu 100 bis 200 Metern. Der gesamte südliche Teil der Nordsee ist höchstens 50 Meter tief. Die Ausnahme bildet die Norwegische Rinne; an dieser tiefsten Stelle misst die Nordsee 725 Meter. Die flachste Stelle abseits der Küstengebiete liegt in der Doggerbank. Die südliche Nordsee wird von zahlreichen großen Sandbänken durchzogen.
Die Nordsee wird generell in die flache südliche Nordsee, die Zentralnordsee, die nördliche Nordsee und die Norwegische Rinne mit dem Übergang Skagerrak unterteilt. In der südlichen Nordsee geht der Ärmelkanal in die Straße von Dover über. Die Southern Bight liegt vor der niederländischen und belgischen Küste, die Deutsche Bucht inklusive der Helgoländer Bucht vor der deutschen Küste. Das Flachwassergebiet der Doggerbank begrenzt die deutsche Bucht hin zur Zentralnordsee. Das Wattenmeer zieht sich an der südlichen Küste von Den Helder in den Niederlanden nahezu die gesamte deutsche Nordseeküste entlang bis Esbjerg in Dänemark.
Die Flachwasserzone Doggerbank ist etwa halb so groß wie die Niederlande mit einer Tiefe zwischen nur 13 Metern bis zu höchstens 20 Metern. Sie ist als Ort zum Fischfang berühmt, bei Stürmen brechen hier sogar häufiger die Wellen.
Die Norwegische Rinne ist durchschnittlich 250 bis 300 Meter tief, wird am Übergang zum Skagerrak bis zu 725 Metern tief und spielt eine wichtige Rolle beim Wasseraustausch mit Ostsee und Atlantik. Entlang der Norwegischen Rinne fließt der Norwegische Strom, über den der größte Teil des Nordseewassers in den Atlantik fließt. Ebenso fließt hier ein Großteil des aus der Ostsee stammenden Wassers nach Norden. In der Zentralnordsee, etwa 200 Kilometer östlich der schottischen Stadt Dundee finden sich im Devil's Hole weitere Gräben. Die wenige Kilometer langen Gräben gehen in einer Umgebung, die etwa 90 Meter Wassertiefe hat, auf 230 Meter hinunter.
Die „Straße von Dover“ erreicht Meerestiefen von etwa 30 Metern, der Meeresgrund fällt nach Westen hin bis zum Ende des Ärmelkanals bis zu 100 Meter ab. Zwischen den Niederlanden und Großbritannien liegen Tiefen zwischen 20 und 30 Metern, die bis zu 45 Meter an der friesischen Front gehen.

## Hydrologie

### Grundlegende Daten

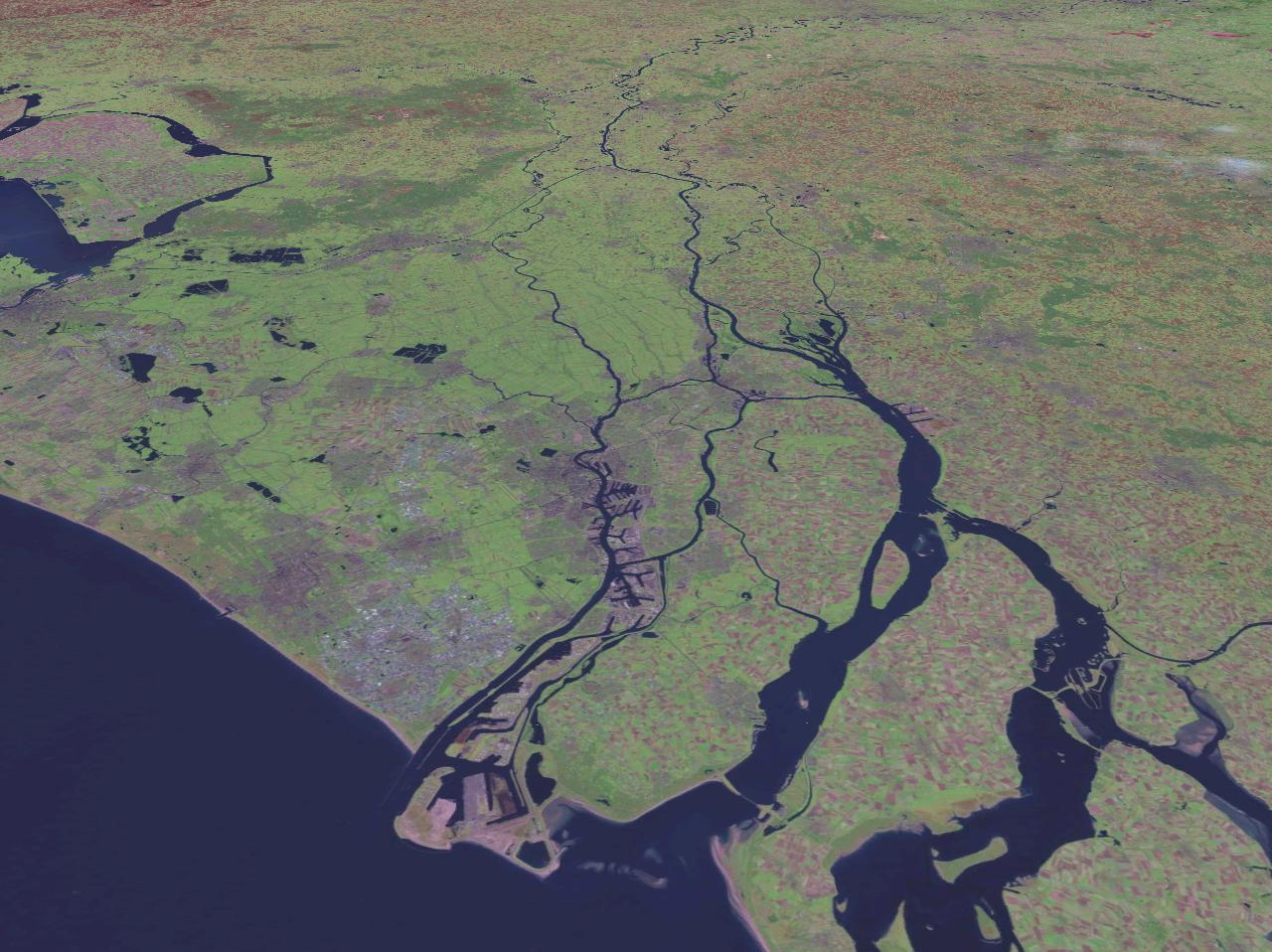
Rheinmündung

Der Salzgehalt des Meerwassers ist orts- und jahreszeitenabhängig und liegt zwischen 15 und 25 Promille in der Nähe der Flussmündungen und bis zu 32 bis 35 Promille in der offenen Nordsee.
Die Temperatur kann im Sommer 25 °C erreichen und 10 °C im Winter. Die Temperatur variiert dabei stark abhängig vom Einfluss des Atlantiks und der Wassertiefe, vor allem wegen der Meeresströmungen. In der tieferen nördlichen Nordsee, in einem Gebiet südlich und östlich der Shetlands, ist die Wassertemperatur durch das einströmende Atlantikwasser das ganze Jahr über fast konstant bei 10 °C, während an der sehr flachen Wattenmeerküste die größten Temperaturunterschiede auftreten und es in sehr kalten Wintern auch zu Eisbildung kommen kann.
Von 1965 bis 2010 stieg die Durchschnittstemperatur der deutschen Nordsee um 1,67 °C, die der Ozeane stieg im Mittel um 0,74 °C.

### Wasserzirkulation

Meeresströmungen in der Nordsee

Das Austausch-Salzwasser der Nordsee fließt durch den Ärmelkanal und entlang der schottischen und englischen Küsten aus dem Atlantik in die Nordsee. Größte Süßwasserzulieferer sind die in die Ostsee mündenden Flüsse, die über das Skagerrak ihren Abfluss in die Nordsee finden. Die Nordseeflüsse entwässern etwa 841.500 Quadratkilometer und bringen pro Jahr ungefähr 296 bis 354 Kubikkilometer Süßwasser ins Meer. Die Ostseeflüsse entwässern mit 1.650.000 Quadratkilometer knapp das doppelte Gebiet und tragen 470 Kubikkilometer Süßwasser jährlich bei.
Entlang der dänischen und norwegischen Küsten fließt das Wasser im Norwegischen Strom in den Atlantik zurück. Dieser bewegt sich vor allem in einer Wassertiefe von 50 bis 100 Metern. Das Brackwasser der Ostsee und aus Nordsee- und Fjorden stammendes Süßwasser sorgen für einen relativ niedrigen Salzgehalt des Stroms. Ein Teil des wärmeren einfließenden Atlantikwassers dreht entlang des Stroms wieder nordwärts und sorgt für einen warmen Kern im Gewässer. Im Winter hat der Strom eine Temperatur von 2 bis 5 °C; die Salinität beträgt weniger als 34,8 Promille. Das durch eine Front getrennte Atlantikwasser der Nordsee ist hingegen über 6 °C warm; der Salzgehalt liegt bei mehr als 35 Promille.
In etwa ein bis zwei Jahren ist das Wasser im Meer komplett ausgetauscht. Innerhalb des Meeres lassen sich anhand von Temperatur, Salzgehalt, Nährstoffen und Verschmutzung klare Wasserfronten erkennen, die im Sommer ausgeprägter sind als im Winter. Große Fronten sind die „friesische Front“, die Wasser aus dem Atlantik von Wasser aus dem Ärmelkanal trennt und die „dänische Front“, die Küstenwasser vom Wasser der Zentralnordsee trennt. Die Einmündungen aus den großen Flüssen gehen nur langsam in Nordseewasser über. Wasser aus Rhein und Elbe beispielsweise lässt sich noch bis zur nordwestlichen Küste Dänemarks klar vom Seewasser unterscheiden.
Die Auswirkung von Stoffeinträgen aus Flüssen und der Atmosphäre auf die Wasserzirkulation lassen sich als komplexe Szenarien nur mit Hilfe von modernen numerischen Verfahren berechnen.

### Gezeiten

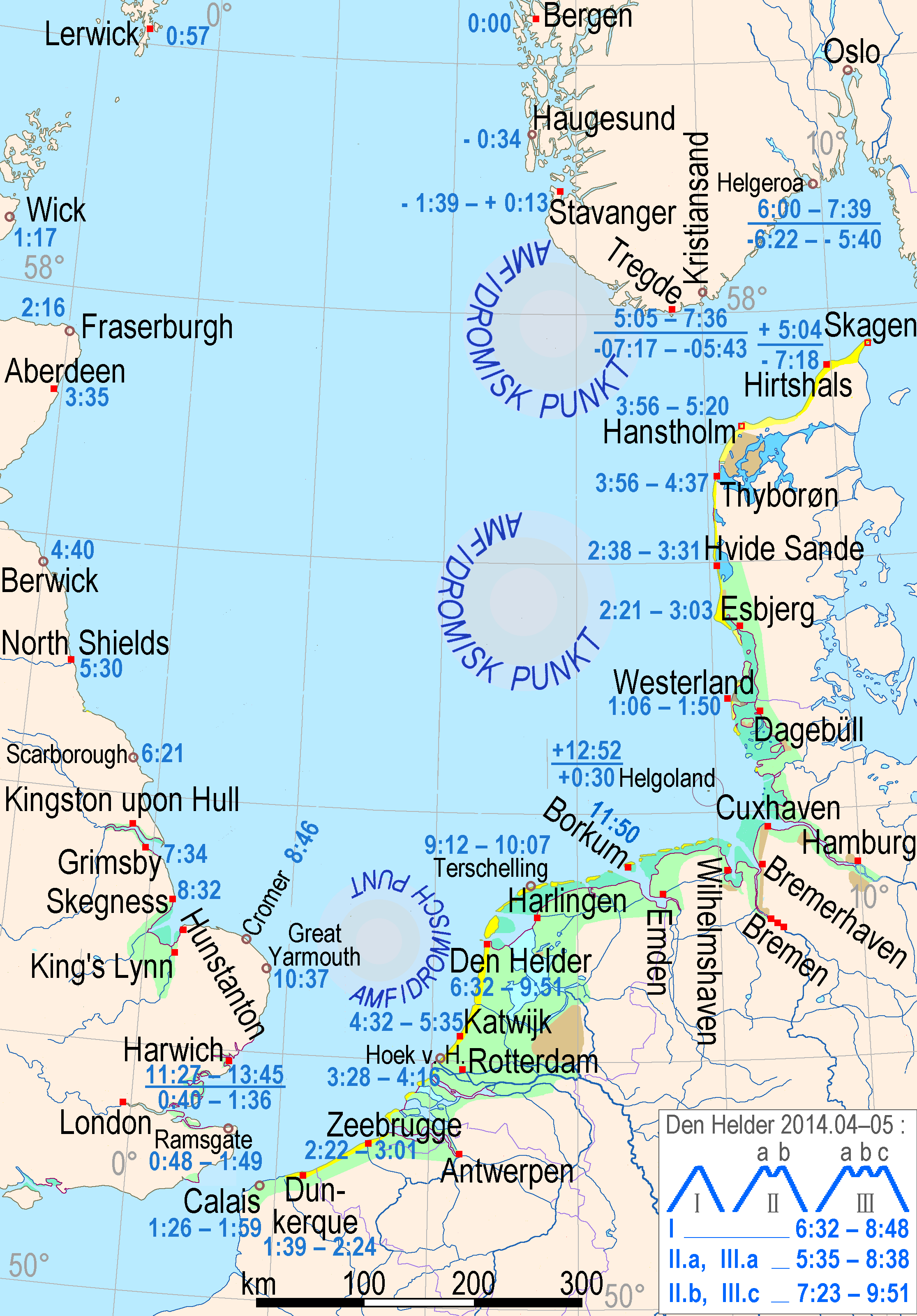
Realer Tideneintritt in Stunden nach Bergen (negative Zahlen: vor Bergen)

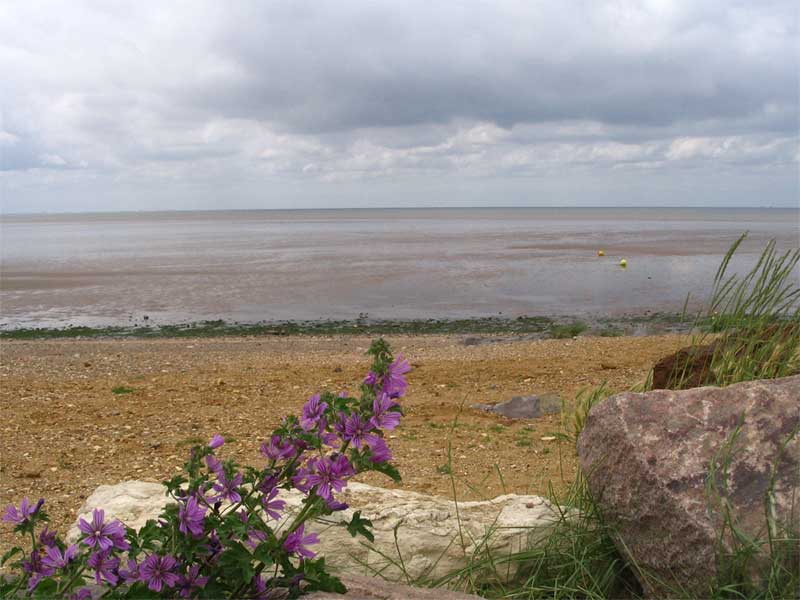
The Wash bei Niedrigwasser

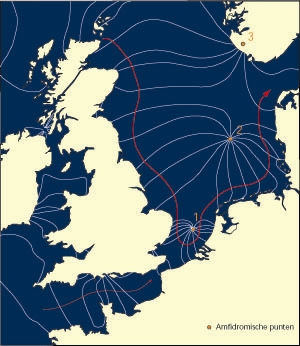
Amphidromisches System der Nordsee

Die Gezeiten werden durch die Gezeitenwellen aus dem Nordatlantik ausgelöst, da die Nordsee selbst zu klein und zu flach ist, um eine nennenswerte Tide auszubilden. Ebbe und Flut wechseln sich in einem Rhythmus von etwa 12 h 25 min ab, genauer: Der Zeitabstand bis zur übernächsten Tide beträgt in der Regel 24 h 50 min. Die Gezeitenwelle läuft bedingt durch die Corioliskraft an der Ostküste Schottlands und Englands in südlicher Richtung und erreicht 10 bis 11 Stunden nach Eintreffen in Schottland die Deutsche Bucht. Sie umläuft dabei zwei oder drei amphidromische Punkte. Eine Amphidromie liegt kurz vor der Straße von Dover. Sie bildet sich durch die Gezeitenwelle, die über den Ärmelkanal einläuft, und beeinflusst die Gezeiten in dem schmalen Gebiet De Hoofden in der Southern Bight zwischen Südengland und Belgien und den Niederlanden. Rechnet man diesen Punkt mit, so braucht die Gezeitenwelle von Nordschottland bis Borkum zwölf Stunden länger. Die beiden anderen amphidromischen Punkte liegen kurz vor der Küste Südnorwegens und auf einer Schnittlinie zwischen Süddänemark und Südschottland über der Jütlandbank auf 55° 25′ N, 5° 15′ O. Sie bilden ein einziges Feld, um das die Gezeiten herumlaufen.
Der Tidenhub liegt an der Küste Südnorwegens bei unter einem halben Meter, erhöht sich aber, je weiter eine Küste von der Amphidromie entfernt liegt. Flache Küsten und trichterartige Verengungen erhöhen den Tidenhub. Am größten ist er in der Wash an der englischen Küste, wo ein Tidenhub von 6,8 Metern erreicht wird. Durch Interferenzen mit den Tidenwellen aus dem Ärmelkanal gibt es an der niederländischen Küste bei Rotterdam gespaltene Niedrigwasser und bei Den Helder periodisch zwei- bis dreigipflige Hochwasser. An der deutschen Nordseeküste beträgt der Tidenhub je nach Küstenform und -lage zwischen zwei und viereinhalb Metern. Vor der jütländischen Küste lässt der Tidenhub nach und in Skagerrak und Kattegatt laufen die Gezeitenwellen aus.
In Flachwasserbereichen, also nicht zuletzt in der Deutschen Bucht, wird der tatsächliche Tidenhub jedoch stark von weiteren Faktoren wie der Küstenlage und dem herrschenden Wind oder Sturm beeinflusst (Sturmflut). In den Mündungsgebieten der Flüsse kann ein hoher Wasserstand der Flüsse den Fluteffekt maßgeblich verstärken.

## Flora und Fauna, Umweltschutz
Starke Gezeiten, große algen- und Seetangreiche Flachwasserbereiche, der Strukturreichtum und der große Nährstoffvorrat in der See sorgen für ein vielfältiges Leben in der Nordsee.

### Lebensraumtypen der Nordsee
Die Nordsee bietet eine Reihe sehr verschiedener Lebensraumtypen, die von unterschiedlichen Biozönosen bewohnt sind. So unterscheidet man grundsätzlich in die Lebensräume der Küstengebiete, die verschiedene Küstentypen wie die Steilküsten, Felsküsten und Sandküsten beinhalten, von den tatsächlichen aquatischen Lebensräumen. Wichtige Übergangsgebiete stellen im Fall der Nordsee zudem die Salzwiesen und die Wattflächen dar, die sich durch einen Wechsel der Lebensbedingungen abhängig von Ebbe und Flut auszeichnen. In der Nordsee liegt das größte und artenreichste Wattenmeer der Welt. Auch die Bereiche der großen Flussmündungen, die Ästuare, die sich durch eine Durchmischung des in die Nordsee fließenden Süßwassers und des salzigen Nordseewassers auszeichnen, stellen einen eigenen Lebensraumtyp dar.
Die aquatischen Lebensräume lassen sich zudem in das Freiwasser, das sogenannte Pelagial, sowie den Gewässerboden, das Benthal, unterscheiden. Die benthischen Lebensräume wiederum unterscheiden sich durch ihre Tiefe sowie durch ihre Bodenbeschaffenheit. So können sie felsig, kiesig oder sandig sein, außerdem können sie mehr oder weniger bis gar keine Schlickschichten tragen.

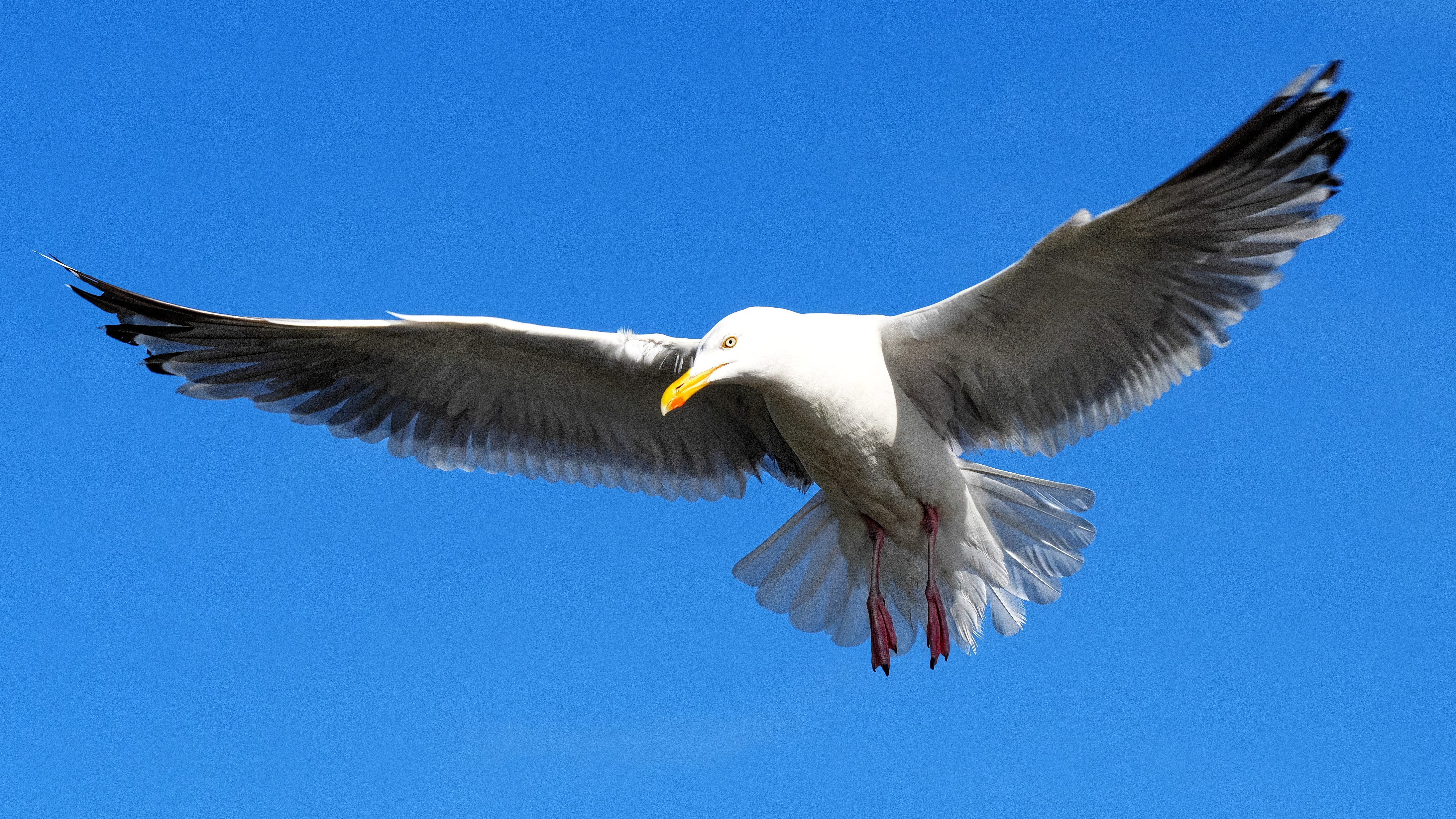
Eine fliegende Silbermöwe

### Umweltschutz
Die Nordsee leidet durch direkte Einleitungen von Schadstoffen, durch die Schadstoffbelastungen, die die Flüsse mit sich führen, und vor allem in den Küstenregionen unter den Belastungen, die die menschliche Nutzung mit sich bringt. Der Küstenschutz hat an der gesamten südlichen Nordseeküste einen stark landschaftsverändernden Einfluss. Tourismus und Freizeitgestaltung spielen hier eine ambivalente Rolle – zum einen belasten sie die Küstengebiete stark, zum anderen aber geben sie einen direkten ökonomischen Anreiz, die Landschaft weitgehend unversehrt und „schön“ zu erhalten. Wegen Überfischung schrumpfte in den 1970er Jahren vor allem die Population des Nordseeherings. Die Kabeljau-Bestände sind trotz einer gemeinsamen EG-Regulierung aus dem Jahre 1983 in den letzten Jahren extrem zurückgegangen.
Zum Schutz der Nordsee trafen die Anliegerstaaten verschiedene Abkommen. Das Bonner Abkommen von 1969 war das erste internationale Abkommen zum Umweltschutz in der Nordsee und betraf ausschließlich die möglichen negativen Folgen der Ölförderung.
Die Abkommen von Oslo (1972) und Paris (1974) beschäftigten sich erstmals in größerem Maßstab mit Schadstoffen im Meer; in ihrer Folge verabschiedeten die Anliegerstaaten 1992 die Oslo-Paris-Konvention. Für den Umweltschutz an den Küsten sind die Anliegerländer zuständig, die zu diesem Zweck verschiedene nationale Regelungen getroffen haben. In Deutschland bilden die Nationalparks Wattenmeer in Schleswig-Holstein, Niedersachsen und Hamburg die größten deutschen Nationalparks.
Der Plastikmüll in der Nordsee hat in den letzten Jahren nicht abgenommen. 90 % des Mülls besteht aus Kunststoffen. Bei 60 % der untersuchten Eissturmvögel konnten mehr als 0,1 Gramm Kunststoffe im Magen nachgewiesen werden.

## Küste und Inseln

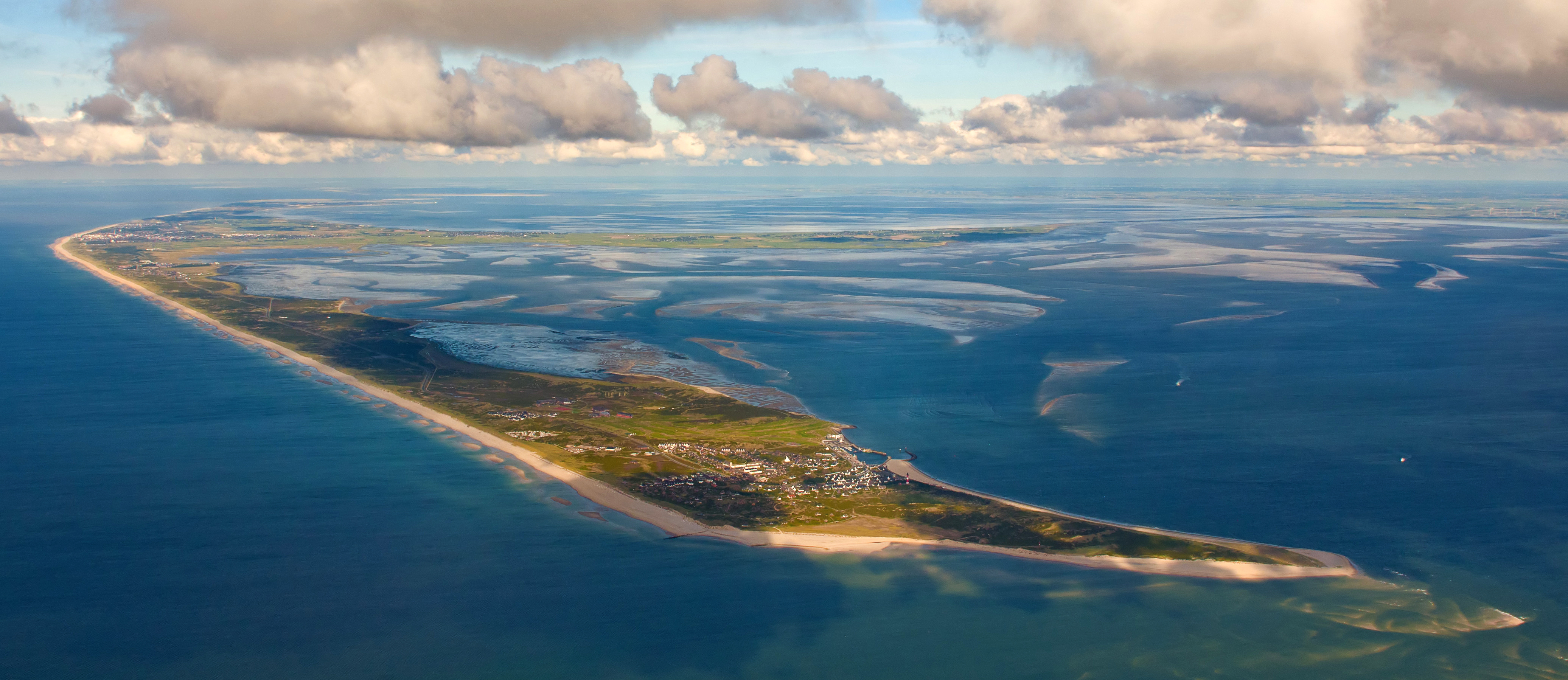
Sylt

Die Küstenlinie der Nordsee hat sich in der Vergangenheit durch Sturmfluten und durch Landgewinnung geändert.

### Nördliche Nordsee: Fjorde, Schären, Kliffe

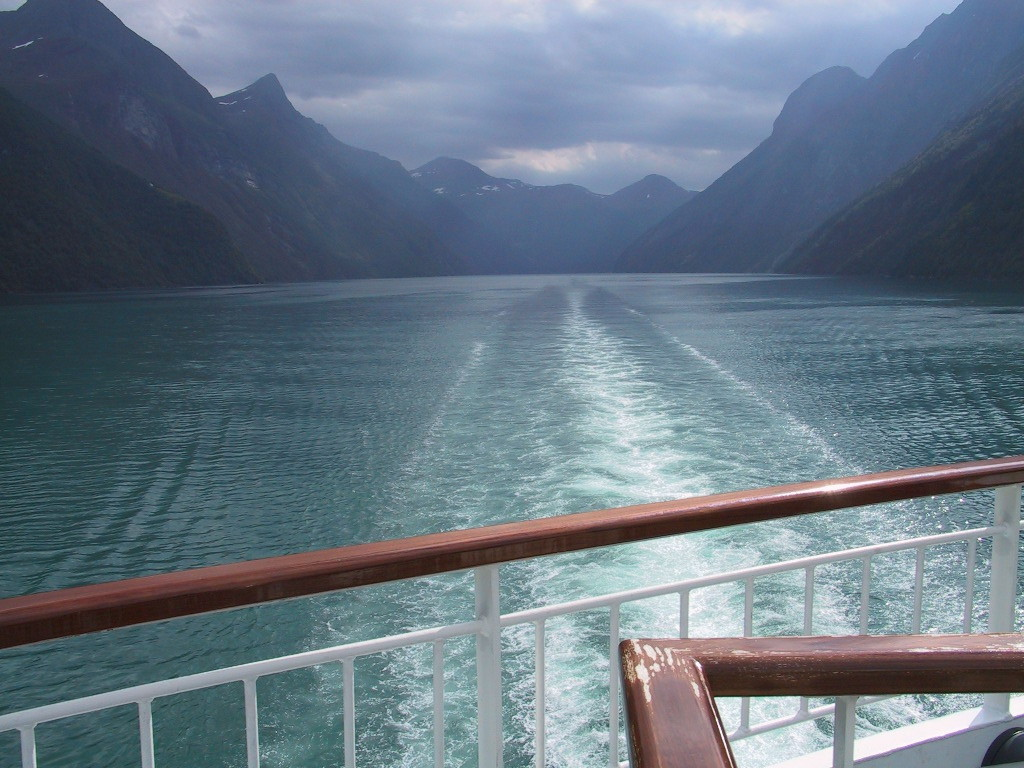
Norwegischer Geirangerfjord

Die Nordsee wird durch ihre größte Insel, Großbritannien, nach Westen begrenzt, allerdings liegt nur deren Ostküste an der Nordsee. Zu den größten Inselgruppen, die komplett in der Nordsee liegen, zählen die Shetlandinseln und Orkney.
Die nördlichen Nordseeküsten sind glazial geprägt durch die großen Gletscher, die auf ihnen zu den verschiedenen Eiszeiten lagen. Dadurch entstand eine stark gegliederte und zerklüftete Küstenlandschaft. Die Fjorde entstanden durch Gletscher, die aus dem Gebirge durch sie hindurchzogen und tiefe Rinnen in den Untergrund schnitten und schabten. Während des folgenden Anstiegs des Meeresspiegels füllten die Fjorde sich mit Wasser. Sie weisen oft steile Küstenlinien auf und sind für Nordseeverhältnisse sehr tief. Fjorde kommen insbesondere an der Küste Norwegens vor.
Fjärde sind ähnlich wie die Fjorde aufgebaut, jedoch meist flacher mit breiteren Buchten, in denen sich auch oft kleinere Inseln befinden. Die Gletscher, die zu ihrer Entstehung führten, konnten den Untergrund auf einem größeren Gebiet beeinflussen und räumten so weitere Strecken des Landes ab. Fjärde finden sich vor allem an der schottischen und nordenglischen Nordseeküste. Einzelne Inseln in den Fjärden oder Inseln und Küste sind heute oft durch Nehrungen oder Halbinseln aus Sandablagerungen verbunden. Lokal heißen diese Tombolos.

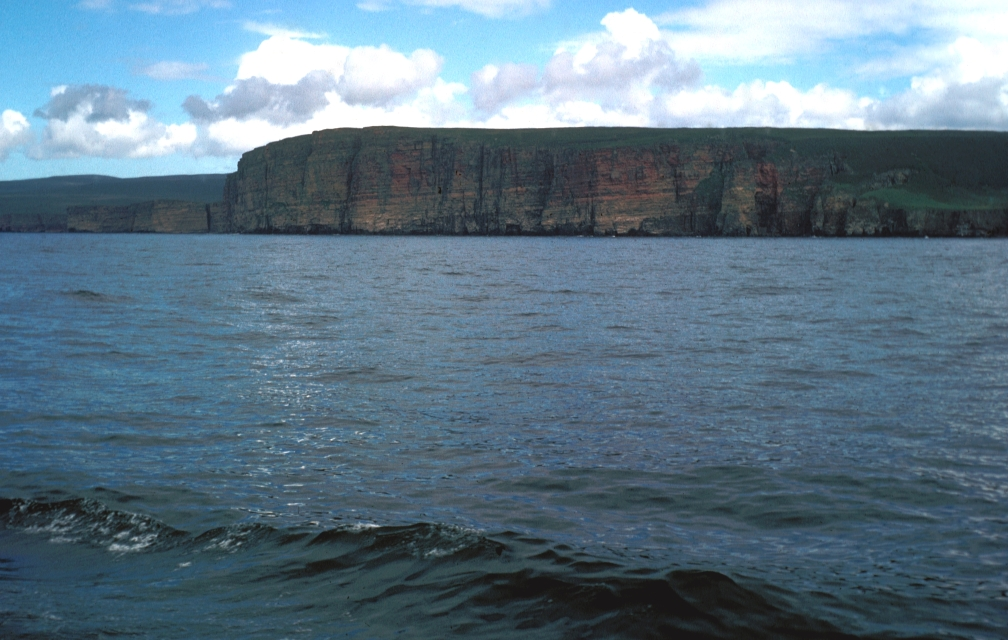
Blick vom Pentland Firth nach Orkney

Die Fjärde gehen nach Süden in eine Kliffküste über, die vor allem aus Moränen der Eiszeitgletscher entstanden sind. Durch den horizontalen Aufprall der Nordseeküste entstehen hier Abbruchküsten; das Material, das dabei abbricht, ist wichtiger Sedimentlieferant für das Watt auf der anderen Seite der Nordsee. Große Ästuare (Trichtermündungen) mit den dazugehörigen Watt- und Marschgebieten unterbrechen diese Kliffküste. Große Mündungen im Süden Englands gehören zu den Flüssen Themse und Humber.
Sowohl in Südnorwegen als auch an der schwedischen Küste des Skagerraks finden sich Schären. Entstanden ähnlich wie Fjorde und Fjärde hatten hier die Gletscher noch größeren Einfluss auf die Landschaft, so dass diese weiträumig abgetragen wurde. Strandflaten, die sich vor allem in Südnorwegen finden, sind Gesteinsplatten, die oft mehrere Kilometer Ausdehnung haben, fast vollkommen abgeschliffen wurden und heute oft wenige Meter unter der Meeresoberfläche liegen.

### Südliche Nordsee: Flachküste und Wattenmeer

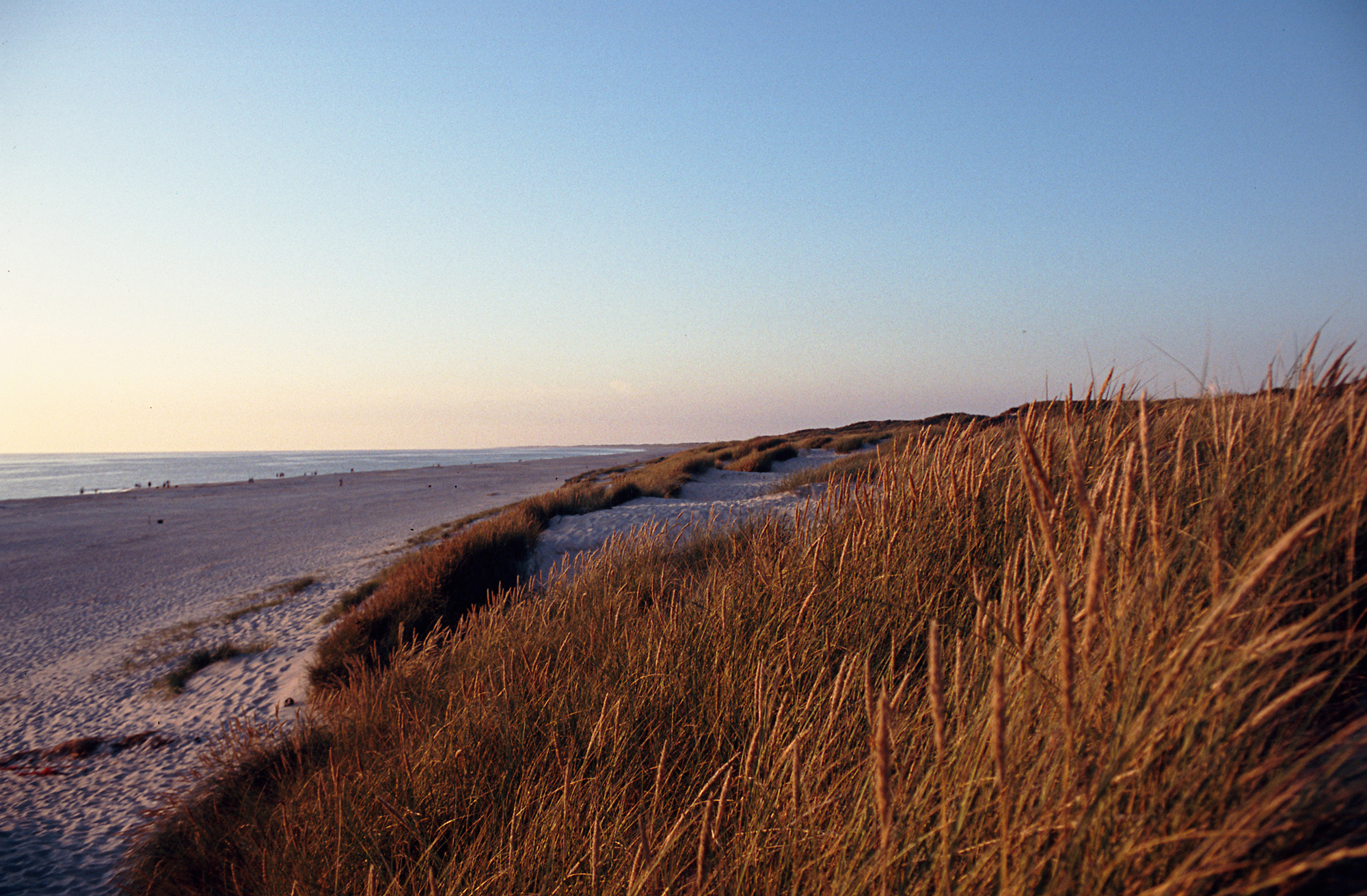
Die dänische Nordseeküste bei Henne Strand

Die Flachküste der südlichen und östlichen Küste bis hinauf nach Dänemark ist in ihren Grundzügen zwar ebenfalls eiszeitlich geformt, ihre Form wird jedoch vor allem durch das Meer und Sedimentablagerungen bestimmt. Der gesamte Küstenverlauf ist flach, die Tiden überschwemmen oft große Landstriche und geben diese danach wieder frei. Das Wasser lagert Sedimente ab. Im mikrotidalen Bereich (bis 1,35 Meter Tidenhub), wie etwa an der niederländischen oder der dänischen Küste, bilden sich Strandwälle mit Dünen. Im mesotidalen Bereich (1,35 bis 2,90 Meter Tidenhub) bilden sich Barriereinseln, im makrotidalen Bereich (über 2,90 Meter), wie etwa in der Elbmündung, bilden sich unterseeische Sandbänke.
Die niederländischen West- und die deutschen Ostfriesischen Inseln sind Barriereinseln. Sie entstanden an den Brandungskanten des Meeres, an denen durch die Brandung Sedimente aufgeschüttet und hinter denen durch die brechenden Wellen Sedimente abgetragen wurden. Im Laufe der Zeit sammelten sich so Sandplaten an, die schließlich nur noch von Sturmfluten überschwemmt wurden. Die ersten Pflanzen begannen auf den Sandbänken zu siedeln, das Land verfestigte sich.

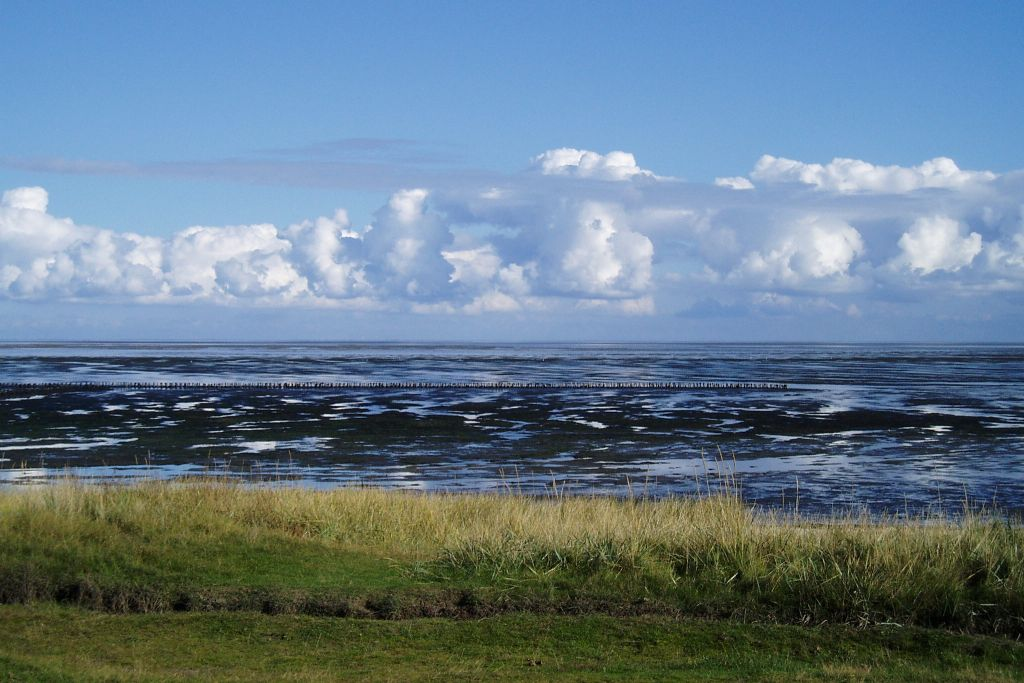
Wattenmeer bei Keitum auf Sylt

Obwohl sie heute befestigte Inseln sind, befinden sich einige von ihnen auch weiterhin in Bewegung. Für die ostfriesische Insel Juist beispielsweise sind seit 1650 fünf verschiedene Kirchplätze nachweisbar, da der Ort des Kirchenbaus mit der sich verlagernden Insel Schritt halten musste. Zeitweise bestand Juist auch aus zwei Inseln, bevor es wieder zusammenwuchs. Die benachbarte Insel Wangerooge verschob sich in den letzten dreihundert Jahren einmal um ihre komplette Länge nach Osten. Aufgrund der herrschenden Umweltbedingungen wird auf den Ostfriesischen Inseln an den Westküsten Land abgetragen, während sich an den Ostküsten Sedimente ablagern. Die Westküsten werden deshalb heutzutage verstärkt von den Menschen geschützt. Der Wattstrom (auch Balje, Gatt oder Tief) zwischen den Inseln dient zum Durchfluss der Gezeiten, so dass dort die Strömung ein Zusammenwachsen der Inseln verhindert.

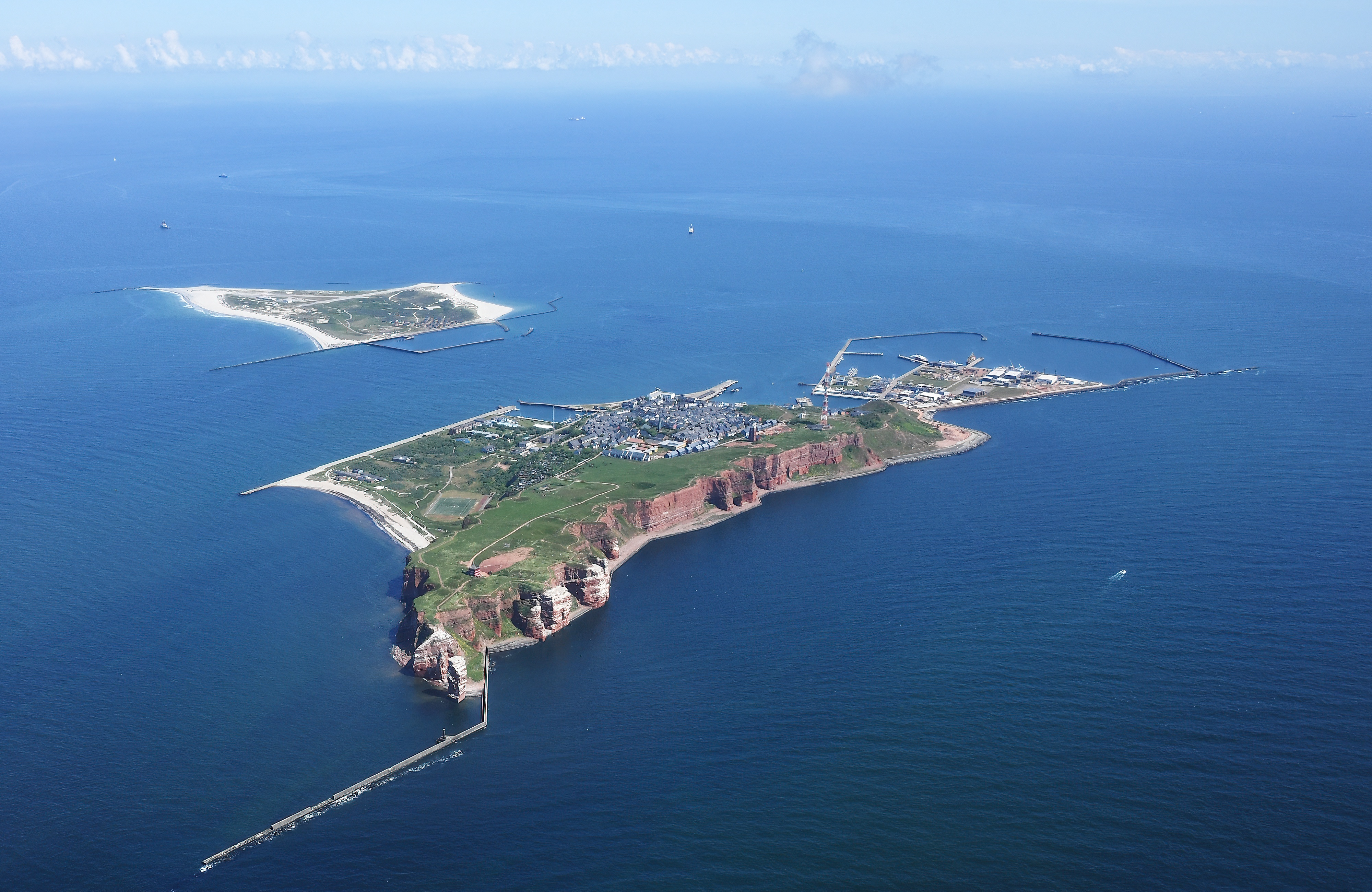
Luftaufnahme von Helgoland

Die Nordfriesischen Inseln sind hingegen aus den Resten alter Geestkerninseln entstanden, die durch Sturmfluten und Wassereinwirkungen teilweise abgetragen und vom Hinterland getrennt wurden. Sie sind deshalb oft höher und in ihrem Kern weniger stark Veränderungen ausgesetzt als die südlich liegenden Inseln. Außerhalb des Kerns finden sich aber dieselben Prozesse wie an West- und Ostfriesischen Inseln, besonders ausgeprägt auf Sylt, wo ein Durchbruch der Insel im südlichen Bereich droht, während der Lister Hafen im Norden versandet.
Die Halligen sind Reste des in mittelalterlichen Sturmfluten untergegangenen Marschlandes. Ihre Gestalt war in der Vergangenheit großen Veränderungen ausgesetzt. Von einmal über hundert Halligen existieren heute nur noch zehn, die übrigen sind entweder abgetragen oder ans Festland angedeicht worden.
Die sich nördlich anschließenden Dänischen Wattenmeerinseln sind aus Sandbänken entstanden. Noch bis in das 20. Jahrhundert war die Versandung der Inseln ein großes Problem. Zum Schutz der Inseln wurden kleinere Wälder angelegt.
An der südöstlichen Küste finden sich ebenfalls viele ausgedehnte Ästuare wie die von Maas, Rhein, Weser, Elbe oder Eider.
Besonders die Southern Bight veränderte sich durch Landgewinnung, denn die Niederländer waren dabei besonders aktiv; das größte Projekt dieser Art war die Abdeichung und die Landgewinnung am IJsselmeer.

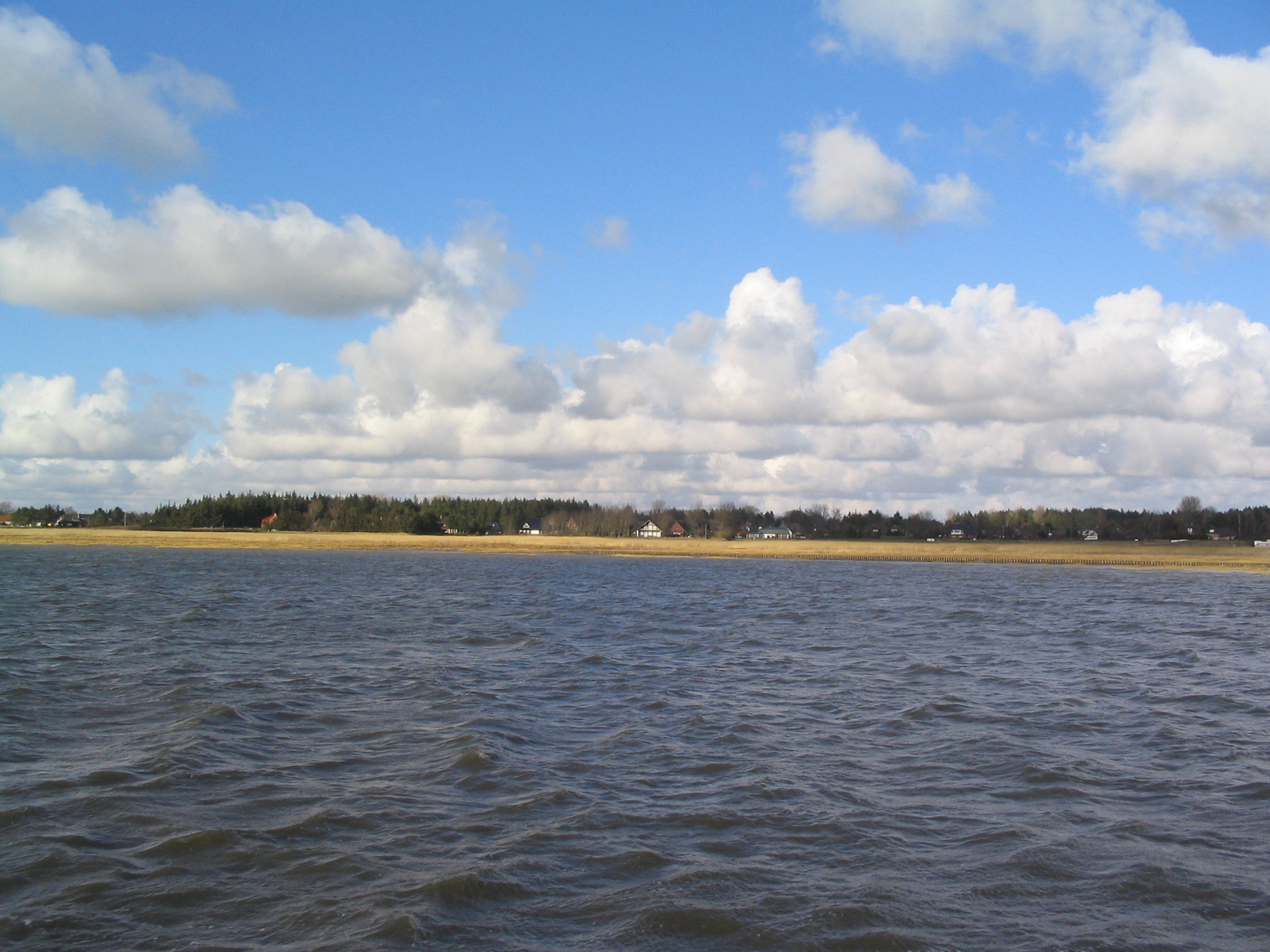
Deichfreie Küste bei Schobüll

Zwischen Esbjerg (Dänemark) im Norden und Den Helder (Niederlande) im Westen erstreckt sich das Wattenmeer. Dies ist eine von Ebbe und Flut geprägte Landschaft, von der wichtige Teile mittlerweile zum Nationalpark erklärt wurden. Die Insel Helgoland bildet einen Ausnahmefall, da sie nicht durch das auflaufende Watt entstand, sondern erheblich älter ist und aus Buntsandstein besteht. Die Festlandsküste im Bereich des Wattenmeers ist bis auf kurze Abschnitte, etwa bei Schobüll und Cuxhaven-Duhnen, durch Deiche gesichert.

### Sturmfluten

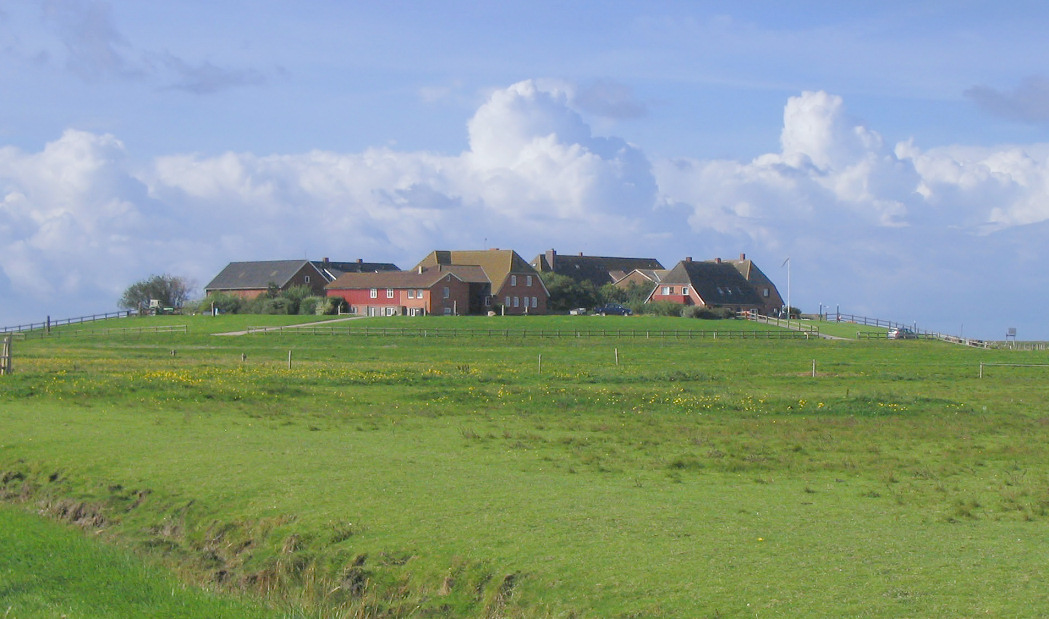
Warften wie hier auf Hallig Hooge waren der erste Versuch der Menschen, sich vor dem Wasser zu schützen

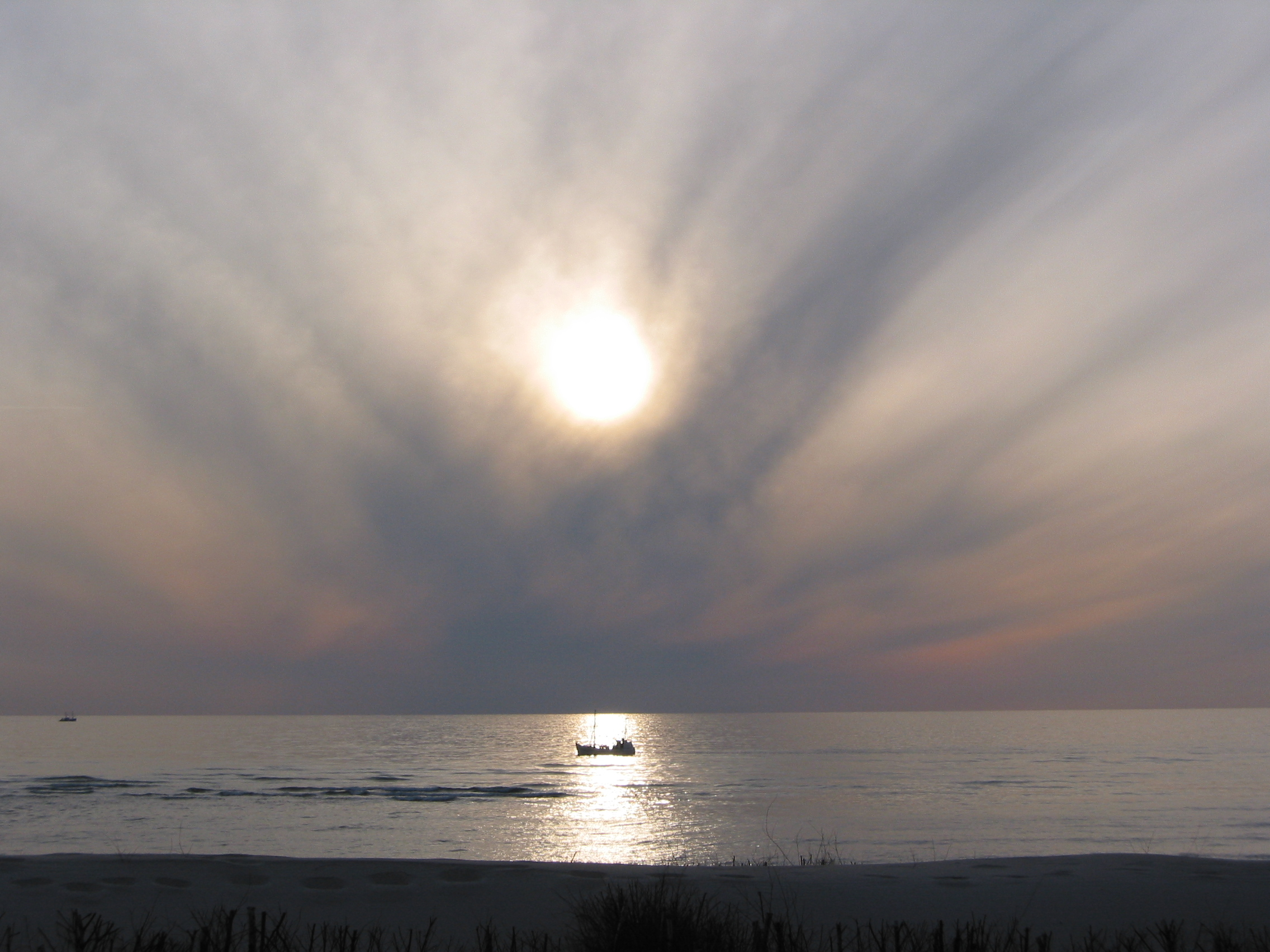
Ein aufziehender Sturm über der Nordsee

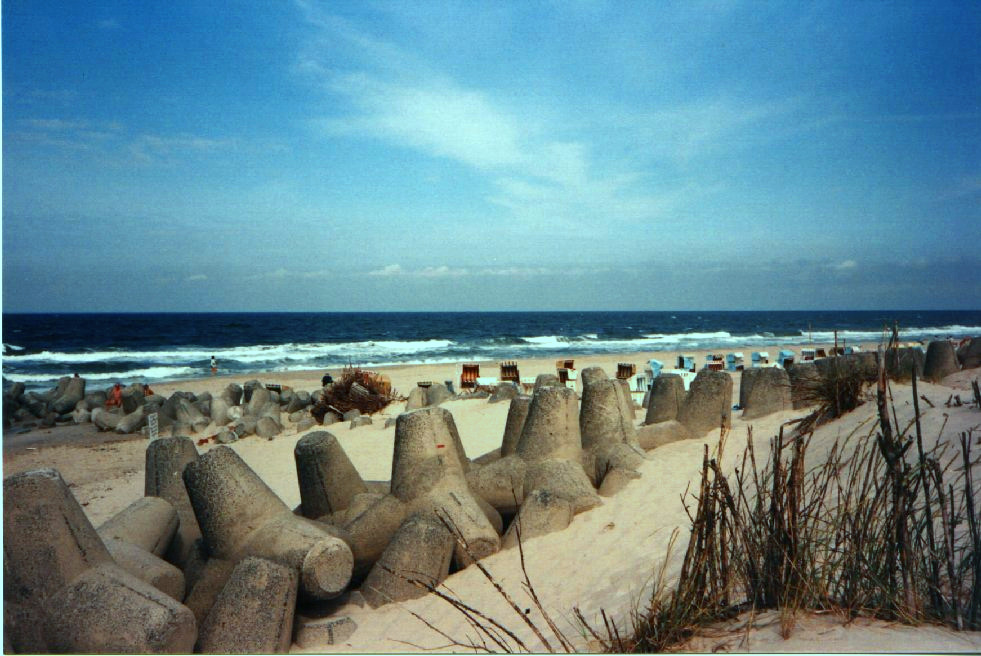
Betontetrapoden, hier in Hörnum auf Sylt, werden nicht mehr aufgebaut. Sie beschleunigten den Landverlust, anstatt ihn zu verlangsamen.

Sturmfluten gefährden besonders die Küsten der Niederlande, Belgiens, Deutschlands und Dänemarks. Diese sind relativ flach, so dass bereits eine relativ geringe Erhöhung des Wasserstandes ausreicht, um weite Landstriche unter Wasser zu setzen. Zudem sind Stürme aus westlichen Richtungen an der Nordsee besonders heftig, so dass die gefährdetsten Stellen die südöstlichen Küsten sind. Winde aus Nordwest treffen dabei vor allem die Niederlande und die niedersächsische Küste, Winde aus West- bis Südwest die schleswig-holsteinische Küste. Im Laufe der Geschichte kosteten Sturmfluten hunderttausenden Menschen das Leben, diese Fluten formten maßgeblich die heutige Küstengestalt mit. Bis in die frühe Neuzeit hinein lagen die Opferzahlen oft bei mehreren zehntausend oder gar hunderttausend Opfern pro Flut. Inwieweit diese Zahlen zuverlässig sind, kann aber nach heutigem Wissen nur schwer eingeschätzt werden.
Die erste aufgezeichnete Flut war die Julianenflut in den Niederlanden, deren Datumsangabe (17. Februar 1164) allerdings heute bezweifelt wird. Die Erste Marcellusflut 1219 traf vor allem Westfriesland und Ostfriesland, das damals noch bis zur Weser reichte; mit ihr begann der Jadebusen zu entstehen. Bei der Sturmflut von 1228 überliefern die Chroniken 100.000 Tote. Die Zweite Marcellusflut oder Grote Mandränke von 1362 traf Süd- und Ostküste der Deutschen Bucht, wieder überliefern die Chroniken 100.000 Tote, die vordere Küstenlinie Nordfrieslands wurde weitgehend zerstört und große Landflächen dauerhaft an die See verloren. Dabei versank auch die heute sagenumwobene Stadt Rungholt. Die Insel Strand entstand. Bei der Burchardiflut (Zweite Grote Mandränke) 1634 wurde unter anderem die Insel Strand zerstört. Übrig blieben die Halligen. Bei der Neujahrsflut 1721 wurde die Düne von Helgoland getrennt.
Im 20. Jahrhundert trafen schwerwiegende Sturmfluten die Niederlande mit der Hollandsturmflut, die am 1. Februar 1953 2.000 Tote zur Folge hatte, und die Sturmflut 1962 am 16./17. Februar Hamburg, bei der 315 Personen starben. Die „Jahrhundertflut“ von 1976 und die „Nordfrieslandflut“ von 1981 brachten die höchsten bisher gemessenen Wasserstände an der Nordseeküste. Da nach der Hamburger Flut jedoch der Deichbau und der Küstenschutz erheblich verbessert worden war, kam es hier nur zu Sachschäden.
Vom 26. bis zum 28. Februar 1990 wurden innerhalb von drei Tagen fünf Fluten vom Sturm auf maximale Höhen getrieben. In Büsum wurden Windgeschwindigkeiten bis 160 km/h gemessen. Aufgrund des verbesserten Küstenschutzes kam es jedoch nur zu einigen Sachschäden.

### Küstenschutz

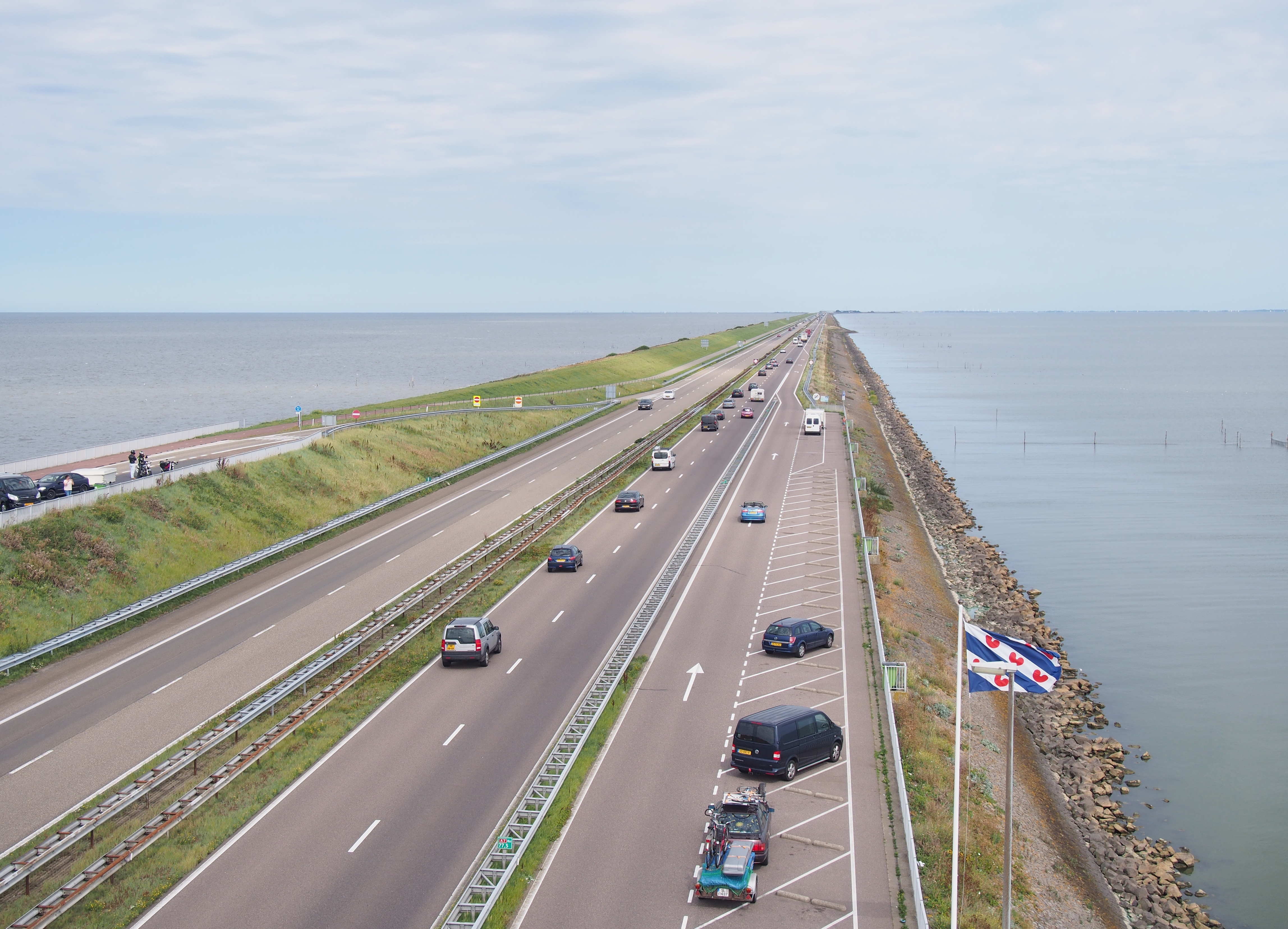
Der 32 Kilometer lange Abschlussdeich der Zuiderzeewerke

Der Übergangsbereich zwischen Land und Meer an den Gegenden mit flacher Küste war ursprünglich stark amphibisch geprägt. Das Land bestand aus zahlreichen Inseln und Halligen, die durch Flüsse, Bäche und Moore getrennt waren. Das „Festland“ wurde regelmäßig überflutet. In den besonders durch Sturmfluten bedrohten Gegenden siedelten die Menschen zuerst auf natürlichen Erhebungen wie Geestzungen, Dünen oder Uferwällen. Letztere boten aber nur in Phasen sinkender Meeresspiegel hinreichend Schutz. So wurden schon im 1. bis 4. Jahrhundert Siedlungen auf Warften errichtet – künstlichen Hügeln von teilweise mehreren Metern Höhe. Die zweite Warftenperiode begann im 7. Jahrhundert und hielt bis ins 20. Jahrhundert an.
Die ersten Deiche waren kleine Ringdeiche um einzelne Felder, die im Sommerhalbjahr ausreichten, die Feldfrüchte, vor allem Hafer und Pferdebohnen, bis zur Ernte zu schützen, aber von den schweren Sturmfluten des Winterhalbjahrs überflutet wurden. Ab dem Beginn des Hochmittelalters begannen die Menschen, die vereinzelten Ringdeiche zu einer Deichlinie direkt an der Küste zusammenzufassen und so langfristig den amphibischen Bereich zwischen Land und Meer in Festland zu verwandeln.
Zwar war man schon im 13. Jahrhundert stolz auf den „Goldenen Ring“, einen Deich in gleicher Höhe um ganz Friesland, aber zunächst war die Koordination noch schlecht und die Mittel der einzelnen Landgemeinden unzureichend. Zudem lag bei örtlicher Selbsthilfe die Last der Reparatur von Deichbrüchen bei denjenigen, die am stärksten von einem Meereseinbruch geschädigt worden waren. Erst staatliche Koordination und wirtschaftliche Potenz wie die der Grafschaft Oldenburg konnte die Dienste der Marschbauern und kommerzieller Unternehmer zu effektiven Deichbauten zusammenfassen. Vorbild beim Deichbau waren jahrhundertelang die Niederlande, noch heute ist dort der Rijkswaterstaat die mächtigste Behörde im Lande. Von ihnen wurden mit technischen Errungenschaften auch Irrwege übernommen. Da Erdarbeiten ohne maschinelle Hilfe sehr aufwändig sind und mancherorts auf weichem Untergrund nicht einmal Fuhrwerke (Stürzkarren) eingesetzt werden konnten, stützte man die Flanken der Deiche mit Holzkonstruktionen, um größere Deichhöhen zu erreichen. Die so gebauten Stackdeiche erwiesen sich bei Sturmfluten als anfällig gegen überschlagende Wellen. Zudem wurde das verbaute Holz zunehmend von der Schiffsbohrmuschel zerfressen, die durch den internationalen Seeverkehr aus tropischen Gewässern eingeschleppt worden war. Mit der Verfügbarkeit von Baumaschinen konnten ab dem späten 19. Jahrhundert immer größere Erdmassen zu breiteren und höheren Deichen aufgehäuft werden. Auf besonders weichem Untergrund werden aber Deiche durch Spundwände verstärkt, weil zusätzlich aufgeschüttete Erde im Untergrund versinkt.
Eine der ersten großen Maßnahmen, dem Meer durch Verkürzung der Deichlinie weniger zu bieten, war der 1593 (Vorarbeiten) bis 1615 angelegte Ellenser Damm. Als größtes Einzelbauwerk entstand 1927 bis 1932 der Abschlussdeich, der die Zuiderzee zum IJsselmeer machte. Nach der niederländischen Watersnood 1953 und der Sturmflut 1962 an der deutschen Nordseeküste und in Hamburg wurden nicht nur die Deiche noch einmal erhöht. Seither wurden vor allem im Rhein-Maas-Schelde-Delta aber auch an der deutschen Nordseeküste zahlreiche Flussmündungen und Meeresarme durch Sperrwerke gesichert. Um die Küste als natürlichen Lebensraum nicht zu sehr zu beeinträchtigen, sind diese Sperrwerke zunehmend so eingerichtet und gesteuert, dass sie normale Gezeitenströme ganz oder teilweise zulassen und nur bei Sturmflut geschlossen werden, vgl. die Renaturierung der Luneplate.

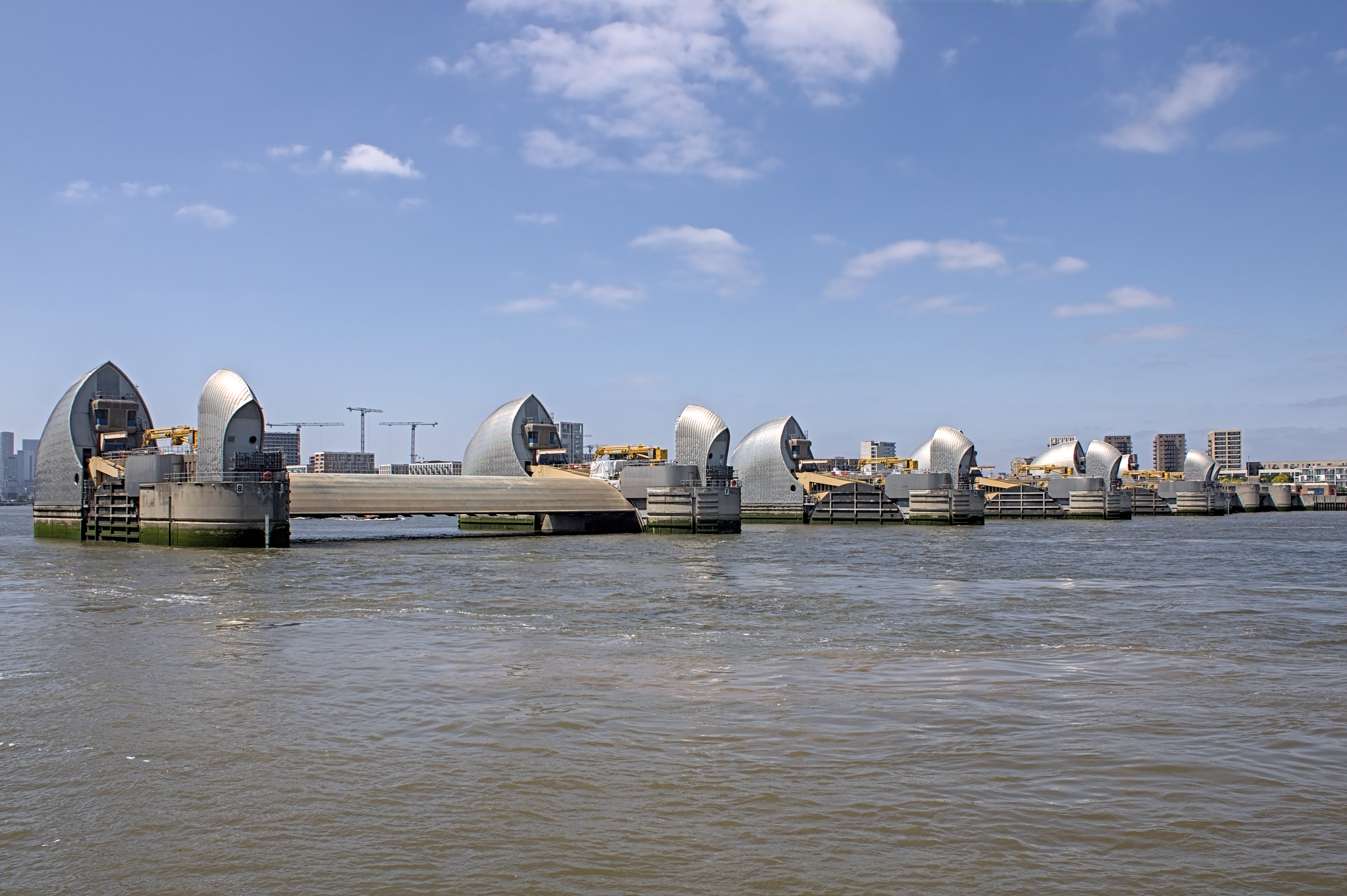
Flussmündungen werden oft durch Sperrwerke geschützt (hier die Thames Barrier).

Heutiger Küstenschutz an der flachen Nordseeküste besteht aus mehreren Ebenen. Das Deichvorland nimmt dem Meer bereits einiges an Kraft, mit dem es auf den Deich treffen kann. Liegt der Deich direkt am Meer, ist ein besonders gesicherter Schardeich notwendig. Der Seedeich wurde im Laufe der Zeit immer höher (bis zu 10 Meter) und bekam ein flacheres Profil, um ebenfalls die Angriffskraft der Wellen zu schwächen. Moderne Deiche sind bis zu 100 Meter breit. Dahinter folgt ein Deichverteidigungsweg und meist weiteres dünn besiedeltes Land. Ältere Deichlinien im Hinterland werden mancherorts als zusätzlicher Schutz erhalten, vielerorts aber abgetragen, in Marschen und Poldern ist selbst Erde kostbar.
Auch Dünen tragen zum Küstenschutz bei. Mancherorts, besonders an der holländischen Küste zwischen Hoek van Holland und Den Helder, bilden sie den alleinigen Schutz. Andernorts, etwa in Zeeland und auf einigen Nordfriesischen Inseln, wurden sie durch Deiche verstärkt. Sie werden heute mit Strandhafer bepflanzt, um sowohl Erosion durch Wind und Wasser als auch das Wandern der Dünen selbst zu vermindern. Besonders aufwändige Maßnahmen des Küstenschutzes sind die Deltawerke in den Niederlanden oder Sandvorspülungen vor der deutschen Insel Sylt.

#### Meeresspiegelanstieg und Nordseedamm
Angesichts fortschreitender Klimaänderung und einem möglichen weiteren Anstieg des Meeresspiegels gibt es erste Überlegungen, ob es in Zukunft notwendig werden könnte, die ganze Nordsee mit zwei Dämmen abzusperren. Der niederländische Ozeanologe Sjoerd Groeskamp sagte zu seiner Studie, dass er diese Lösung, mit zwei Dämmen zwischen Frankreich und England und zwischen Schottland und Norwegen, zwar für technisch möglich, zugleich aber auch sehr unerwünscht hält. Die Dämme würden die Nordsee für immer verändern, weil aus Salzwasser Brackwasser würde und die Fischerei sehr darunter leiden würde. Zugleich warnte Groeskamp wie verheerend die Folgen sein würden, wenn sich der Meereswasserpegel wirklich um 10 Meter anheben würde. Es gilt, die Klimawanderung auszubremsen, bevor drakonische Maßnahmen notwendig werden, so betonte Groeskamp in seinen Medienauftritten. Groeskamps Projekt wurde Northern European Enclosure Dam (NEED) getauft und sollte der Bevölkerung in Nordwesteuropa als Warnung dienen. Vorher gab es bereits Entwürfe für einen Deich von Calais bis Göteborg (De Haakse Zeedijk), der in gekürzter Form nur die Niederlande schützen würde.

## Menschliche Nutzung

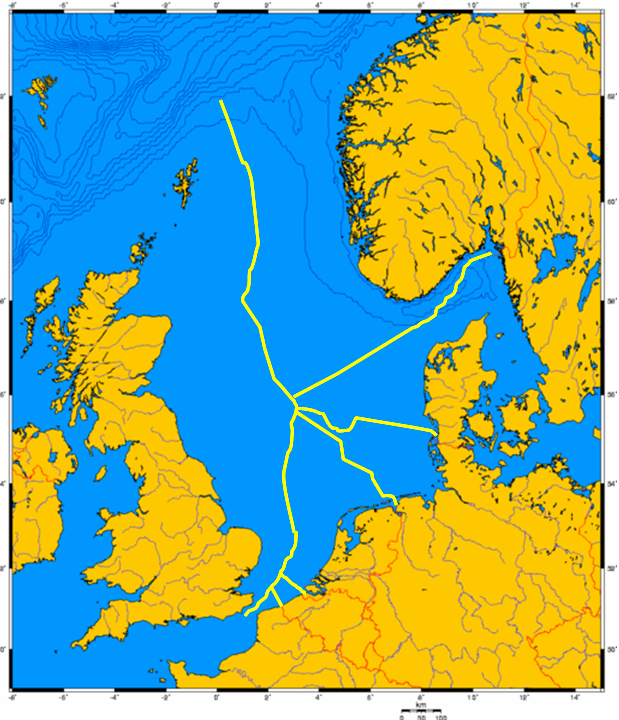
Ungefähre Aufteilung der Nordsee nach Wirtschaftszonen

Die südliche Nordseeküste ist sehr dicht besiedelt und wird dementsprechend stark genutzt. In einem 150-Kilometer-Bereich an der Küste leben 80 Millionen Menschen, davon fast die gesamte Bevölkerung der Niederlande und Belgiens, fast alle davon in urbanen Gegenden. In diesen Bereichen haben die Küstenregionen eine Bevölkerungsdichte von über 1.000 Einwohner pro Quadratkilometer. Der Küstenabschnitt zwischen Hamburg und Brüssel ist stark industrialisiert. Hier findet sich eine der größten Ansammlungen von Schwerindustrie weltweit.
Kanalverbindungen:
- Der Nord-Ostsee-Kanal (ehemals Kaiser-Wilhelm-Kanal) verbindet Nord- und Ostsee.
- Der Rhein-Main-Donau-Kanal verbindet das Rhein-Maas-Delta mit den Donaudelta im Schwarzen Meer.
- Der Kaledonische Kanal verbindet die Nordsee mit der Irischen See und somit mit dem Atlantik. Er dient heute aber nur noch touristischen Zwecken.

### Politischer Status
Obwohl die faktische Kontrolle der Nordsee seit der Wikingerzeit entscheidend für die Machtverhältnisse in Nordwesteuropa war und sich seit dem Ersten Englisch-Niederländischen Seekrieg zur Frage der Weltpolitik entwickelte, gehörte die Nordsee bis nach dem Zweiten Weltkrieg juristisch niemandem, die angrenzenden Staaten nahmen nur schmale Küstengewässer für sich in Anspruch. In den letzten Jahrzehnten hat sich dies allerdings gewandelt.
Die an die Nordsee angrenzenden Länder beanspruchen die Zwölfmeilenzone. Die seewärtige Grenze dieser Zone bildet die Grenze des deutschen Hoheitsgebietes. Die Fläche der Nordsee innerhalb des Hoheitsgebietes ist als Seewasserstraße eine Bundeswasserstraße.
In der Zwölfmeilenzone nehmen die Länder beispielsweise das exklusive Recht zur Fischerei wahr. Island konnte in den sogenannten Kabeljaukriegen international eine 200-Meilen-Zone der Fischfangrechte durchsetzen, der sich die EU-Staaten anschlossen und so faktisch die Nordsee gegenüber anderen Ländern verschlossen. Der Fischfang ist auf EU-Staaten und den Anrainerstaat Norwegen begrenzt; andere Länder müssen spezielle Abkommen schließen. Die Koordination beruht auf der gemeinsamen Fischereipolitik der EU und Verträgen zwischen der EU und Norwegen.
Nachdem unter der Nordsee Bodenschätze gefunden worden waren, nahm Norwegen die Rechte des Übereinkommens über den Festlandsockel für sich in Anspruch, woraufhin die anderen Staaten ebenso verfuhren. Der Nordseeboden ist weitgehend entsprechend dem Mittellinienprinzip aufgeteilt, nach dem die Grenze auf einer gedachten Mittellinie mit gleichem Abstand zu den Basislinien zweier Staaten liegt. Nur zwischen den Niederlanden, Deutschland und Dänemark wurde der Boden nach langwierigen Auseinandersetzungen und einem Spruch des Internationalen Gerichtshofs anders verteilt. Da Deutschland aufgrund seiner geografischen Positionen sonst nur einen sehr kleinen Teil Boden im Verhältnis zur Küstenlinie bekommen hätte, gehört nun noch ein weiteres Feld, der sogenannte Entenschnabel, zur deutschen ökonomischen Zone.
In Bezug auf Umweltschutz und Meeresverschmutzung hat die 25- bzw. 50-Meilen-Zone des MARPOL (marine pollution)-Abkommens Geltung. Die Oslo-Pariser-Abkommen beschäftigen sich ebenfalls mit Fragen des Meeresschutzes in der gesamten Nordsee. Im Wattenmeer sind jeweils die nationalen Staaten zuständig, die dieses Problem national unterschiedlich lösen; um eine gemeinsame Politik in Bezug auf das Wattenmeer zu gewährleisten, tagt die Trilaterale Wattenmeerkommission.
Für Schiffssicherheit und eine Koordinierung des Seeverkehrs soll die Europäische Agentur für die Sicherheit des Seeverkehrs sorgen, die Anfang 2003 ihre Arbeit aufnahm. Die Kommission gehört zur EU, Norwegen und Island haben als direkt betroffenen Staaten ebenfalls einen Sitz in ihr. Nach dem 1978 verabschiedeten Paris Memorandum of Understanding haben sich unter anderem alle EU-Staaten verpflichtet regelmäßig 25 Prozent der Schiffe, die einen EU-Hafen anlaufen auf die Einhaltung internationaler Sicherheitsbestimmungen zu überprüfen. Das Wattenmeer und die Küsten Großbritanniens, Belgiens und Frankreichs wurden als Particularly Sensitive Sea Area ausgezeichnet. In der Nordsee gelten ebenso wie in der Ostsee die strengsten Bestimmungen der MARPOL-Konventionen zur Abwasser- und Müllentsorgung vom Schiff aus.

### Rohstoffe

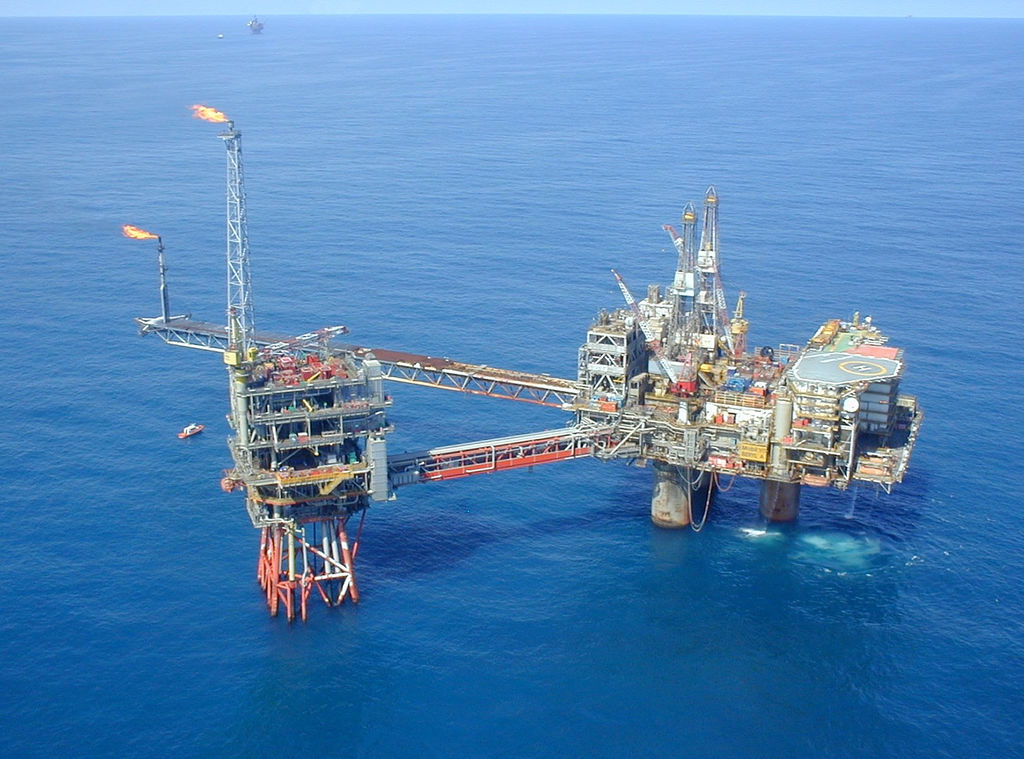
Bohrplattform Beryl Alpha

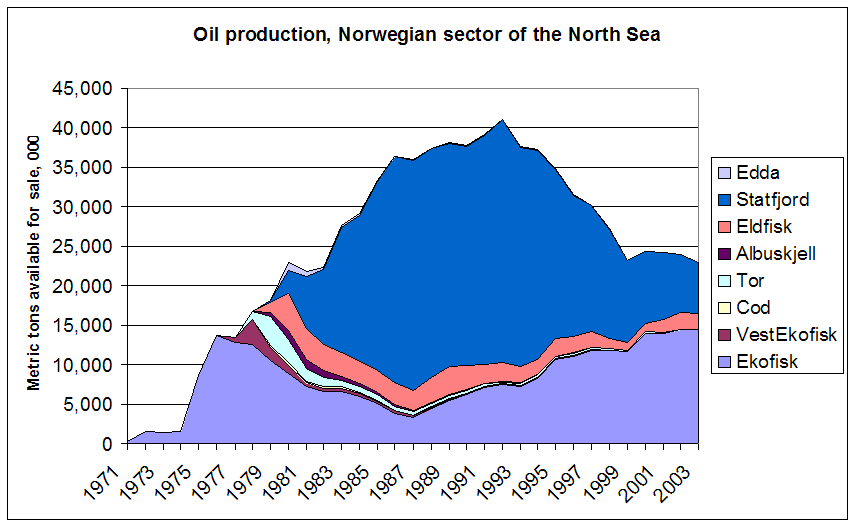
Ölförderung im norwegischen Sektor nach Ölfeldern

1958 entdeckten Geologen bei Slochteren in der niederländischen Provinz Groningen ein Erdgasfeld. Es stand zu vermuten, dass sich weitere Felder unter der Nordsee befinden würden, jedoch waren zu diesem Zeitpunkt die Besitzrechte an der Nordsee im Hochseebereich unklar. 1966 begannen Probebohrungen, 1969 entdeckte die Phillips Petroleum Company im norwegischen Sektor das Ekofisk-Feld – damals eines der 20 größten Erdölfelder der Welt, das sich zudem durch sehr hochwertiges schwefelarmes Öl auszeichnete. Die erste kommerzielle Ausbeutung erfolgte ab 1971, das Ekofisk-Öl wurde erst mit Tankern, ab 1975 mit einer Pipeline ins englische Cleveland und seit 1977 auch mit einer weiteren Pipeline ins deutsche Emden geleitet. In größerem Maßstab beuten die Ölkonzerne die Vorräte der Nordsee jedoch erst seit der Ölkrise aus, als der international steigende Ölpreis dies wirtschaftlich attraktiv machte und die notwendigen hohen Investitionen ermöglichte. In den 1980ern und 1990ern folgten weitere große Entdeckungen von Ölfeldern. Obwohl die Produktionskosten vergleichsweise hoch sind, haben die hohe Qualität des zu fördernden Öls, die politische Stabilität der Region und die Nähe zu den Absatzmärkten Westeuropas die Nordsee zu einer wichtigen Ölregion werden lassen.
Mittlerweile gibt es im Meer 450 Bohrinseln, die Nordsee ist das wichtigste Gebiet der Offshore-Förderindustrie. Die meisten Plattformen befinden sich im britischen Sektor der Nordsee, gefolgt vom norwegischen, dem niederländischen und dem dänischen Sektor. Der britische und der norwegische Sektor enthalten dabei mit Abstand die größten Ölreserven. Schätzungen gehen davon aus, dass sich allein im norwegischen Sektor 54 Prozent der Öl- und 45 Prozent der Gasreserven befinden. Bedeutende Ölfelder sind neben dem Ekofisk-Feld auch das norwegische Statfjord-Feld, zu dessen Erschließung erstmals die Norwegische Rinne mit einer Pipeline überwunden wurde. Das norwegische Staatsunternehmen Statoil erhält, einem norwegischen Gesetz entsprechend, mindestens 50 Prozent der Anteile an Ölfeldern, die im norwegischen Sektor liegen. Das größte Erdgasfeld der Nordsee ist das Troll-Feld. Es liegt in der Norwegischen Rinne in einer Tiefe von 345 Metern, so dass große Anstrengungen unternommen werden mussten, um es überhaupt zu erschließen. Die Bohrplattform ist mit 472 Metern Höhe und 656.000 Tonnen Gewicht die größte Offshore-Bohrplattform und das größte jemals von Menschen transportierte Objekt.
Im deutschen Sektor befinden sich nur zwei Plattformen, es handelt sich bei ihm um den am wenigsten erschlossenen Sektor in dieser Hinsicht. Das größere der beiden Felder ist das Ölfeld Mittelplate.
Ihren Hochstand erreichte die Förderung 1999, als fast 6 Millionen Barrel (950.000 Kubikmeter) Erdöl und 280.000.000 Kubikmeter Erdgas täglich gefördert wurden. Mittlerweile gilt die Nordsee als erschlossenes Rohstoffgebiet, in dem kaum noch größere Entdeckungen zu erwarten sind. Alle großen Ölkonzerne sind an der Förderung beteiligt, in den letzten Jahren haben aber große Ölkonzerne wie Shell oder BP die Ölförderung in dem Gebiet bereits eingestellt und die Fördermenge geht seit 1999 aufgrund fehlender Reserven kontinuierlich zurück. Der Preis von Brent Crude, einer der ersten in der Nordsee geförderten Ölsorten, wird heute als Standard- und Vergleichspreis für Erdöl aus Europa, Afrika und dem Nahen Osten genutzt.
Neben Öl und Gas entnehmen die Anrainerstaaten dem Meeresboden jedes Jahr mehrere Millionen Kubikmeter Sand und Kies. Diese werden vor allem für Bauvorhaben, zur Sandaufschüttung an Stränden und zum Küstenschutz verwendet. Größte Entnehmer 2003 waren die Niederlande (etwa 30 Millionen Kubikmeter) und Dänemark (etwa 10 Millionen Kubikmeter im Nordseeraum). 2005 entnahm Deutschland der Nordsee etwa 740.000 Kubikmeter.
Aufgrund der geologischen Entstehung befinden sich unter der Nordsee auch umfangreiche Kohleflöze. Im jüngsten Report der British Geological Survey (BGS) werden die Vorräte auf drei Billionen Tonnen bis 23 Billionen Tonne Kohle geschätzt. Um diese unterseeischen Mengen zu nutzen, plant das Unternehmen „Five-Quarter“ durch „Deep Gas Winning“ eine umweltfreundliche Variante zu finden. Dazu würden in sehr dünnen Bohrungen Sauerstoff und ultraerhitzter Wasserdampf injiziert und es wird Synthesegas, Wasserstoff und Kohlenmonoxid, sowie Methan und Kohlendioxid in den Lagerstätten unter Wasser freigesetzt. Diese Art des Abbaus erfordert keinen Zusatz weiterer Chemikalien wie beim Fracking an Land.

### Regenerative Energien

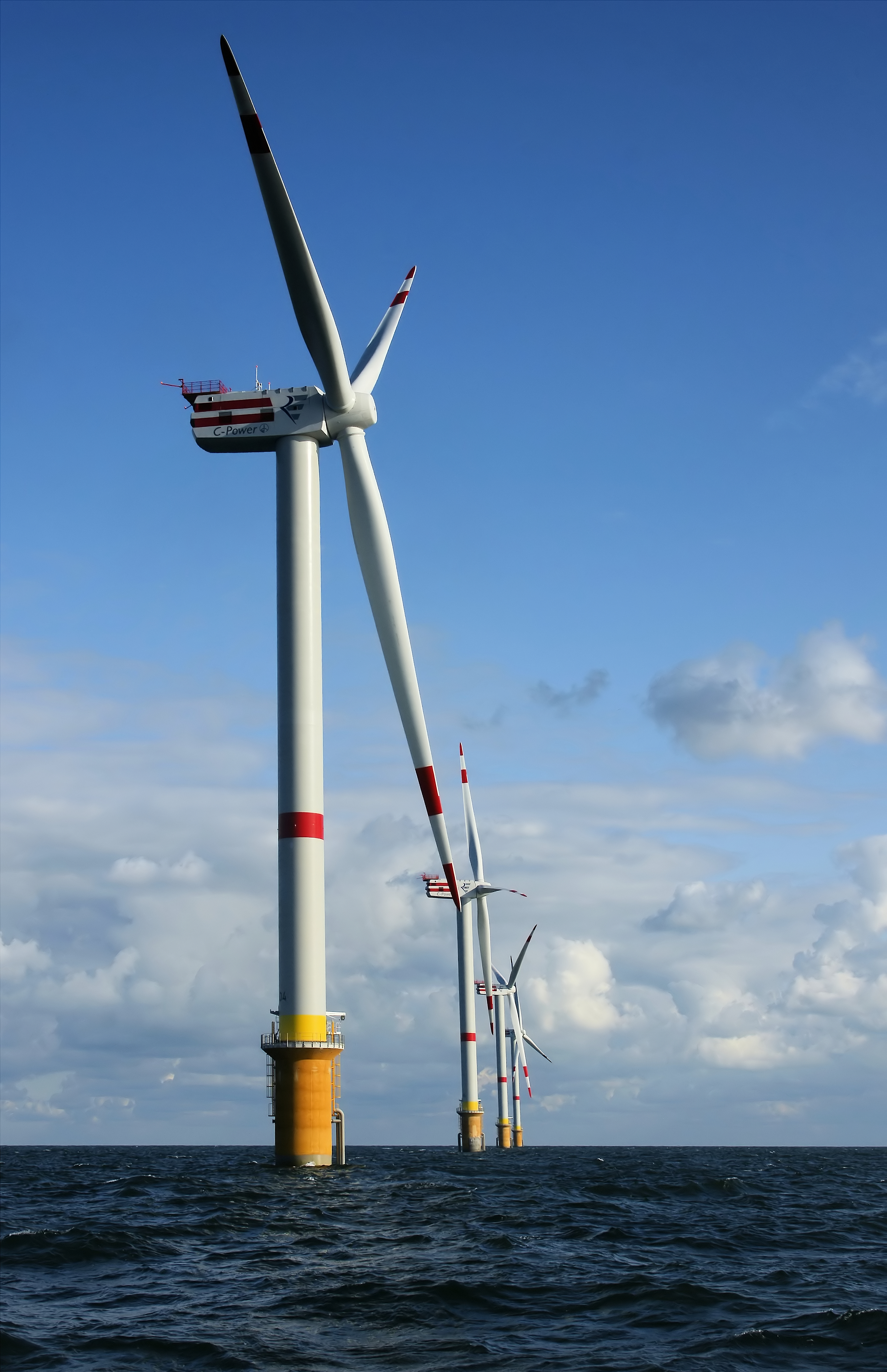
Windpark Thorntonbank vor der belgischen Küste

Die Nordsee-Anrainerstaaten, allen voran Großbritannien und Dänemark, nutzen seit dem Ende der 1990er Jahre die küstennahen Bereiche der Nordsee zur windbetriebenen Stromproduktion. Erste Windkraftanlagen entstanden vor der englischen Küste (Blyth im Jahre 2000) sowie der dänischen Küste (Windpark Horns Rev im Jahre 2002).
Seit 2001 bestehen Planungen, auch in der deutschen Wirtschaftszone der Nordsee Offshore-Windparks zu errichten, welche die gegenüber Windparks an Land erheblich stärkeren und gleichmäßigeren Winde auf See nutzen können. Bisher wurden 697 Windkraftanlagen an 10 Standorten genehmigt (Stand Dezember 2005). Gegen diese Windparks werden jedoch auch Bedenken vorgetragen: Befürchtet werden beispielsweise Schiffskollisionen und eine Beeinträchtigung der Meeresökologie, vornehmlich während des Fundamentbaus. Hinzu kommt, dass die Entfernung zu den Abnehmern zu einem Transportverlust von Energie führt und der Neubau von Leitungen im Wattenmeer erforderlich sein könnte, das jedoch fast komplett als Biosphärenreservat und Nationalpark ausgewiesen ist.
Energiegewinnung aus dem Meer befindet sich noch in den Anfangsstadien. Während die südliche Nordsee nach Meinung der meisten Experten zu geringen Tidenhub, Wellen und Strömungen für derartige Versuche aufweist, könnten sich an den Küsten Norwegens und am Übergang zwischen Nordsee und Irischer See geeignete Stellen für Wellen- und Strömungskraftwerke finden. Erste Versuche mit dem Wellenkraftwerk Wave Dragon wurden von 2003 bis zum Januar 2005 an der dänischen Küste abgeschlossen. Eine Mini-Pilotanlage für ein Osmosekraftwerk existiert in der Nähe der norwegischen Stadt Trondheim.

### Fischerei

Werbeannonce für Nordseefisch: Bereits 1917 wurde Fisch von Bremerhaven nach Bozen versandt

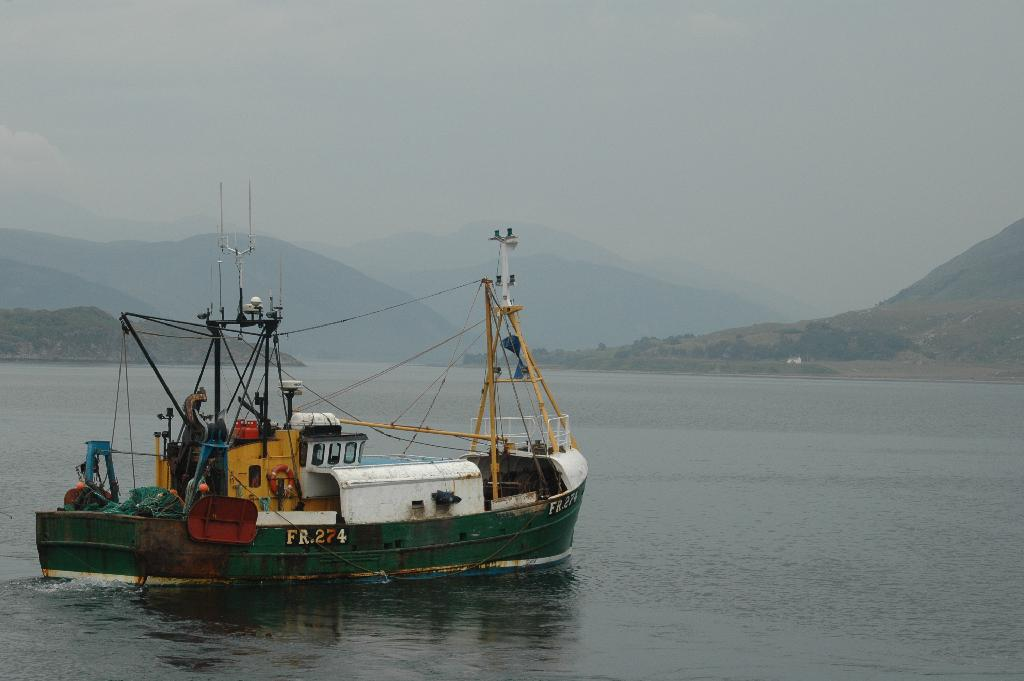
Trawler vor der schottischen Küste

Seit etwas über hundert Jahren wird an der südlichen Nordseeküste Fischfang in kommerziellem Ausmaß praktiziert. Fischfang in der Nordsee konzentriert sich auch heute noch auf den südlichen Teil und die Küstengewässer, wobei vor allem mit Grundschleppnetzen gearbeitet wird.
Durch stetige technische Weiterentwicklung dehnten sich die Fangmengen bis in die 1980er Jahre beständig aus, bis sie mit etwa 3 Millionen Tonnen pro Jahr einen Höchststand erreichten. Seitdem ging die Fangmenge zurück, heute werden etwa 2,3 Millionen Tonnen pro Jahr gewonnen, aber mit teilweise erheblichen Unterschieden in einzelnen Jahren. Neben dem angelandeten Fisch gehen Schätzungen zufolge jährlich in der Nordsee ca. 150.000 Tonnen nicht marktfähiger Beifangfisch und rund 85.000 Tonnen tote oder geschädigte Wirbellose als Beifang wieder über Bord.
Vom angelandeten Fisch wird etwa die Hälfte zu Fischmehl und Fischöl verarbeitet. Zu den wichtigen gefangenen Fischen gehören Makrele, Kabeljau, Schellfisch, Wittling, Seelachs, Scholle und Zungen. Ebenfalls werden Nordseegarnele, Hummer und Krabben (Kurzschwanzkrebse) gefangen. Verschiedene Muschelarten wie Miesmuscheln, Kammmuscheln oder Austern werden in Kulturen gezüchtet, so dass man bei der Ernte nicht von Fischerei im eigentlichen Sinne sprechen kann.
Der Fischfang in einer so dicht besiedelten Umgebung auf technischem Hochstand bringt die Gefahr der Überfischung mit sich.
Obwohl die Fangquoten seit 1983 von der EG/EU reguliert werden, leiden vor allem Schellfisch und Kabeljau durch den Fang. Alleine die Schleppnetzfischerei Dänemarks kostet jährlich 5.000 Schweinswale das Leben. Seit den 1960er Jahren wurde versucht, die Fischbestände durch verschiedene Regelungen wie bestimmte Fangzeiten, eine begrenzte Zahl von Fischereischiffen usw. zu schonen, diese Regeln wurden aber nicht systematisch angewandt, so dass sie kaum Entlastung brachten. Seitdem mit dem Vereinigten Königreich und Dänemark zwei wichtige Fischereinationen Mitglied der Europäischen Gemeinschaft wurden, versuchen diese mit Hilfe der Gemeinsamen Fischereipolitik das Problem in den Griff zu bekommen, Norwegen hat in der Hinsicht verschiedene Abkommen mit der EG getroffen.
| Land                   | 1950      | 1960      | 1970      | 1980      | 1990      | 1996      | 2002      |
| ---------------------- | --------- | --------- | --------- | --------- | --------- | --------- | --------- |
| Dänemark               | 96.494    | 284.527   | 528.127   | 1.806.191 | 1.328.251 | 1.284.365 | 1.249.656 |
| Norwegen               | 296.337   | 323.381   | 480.819   | 498.777   | 617.741   | 618.669   | 691.062   |
| Vereinigtes Königreich | 308.895   | 343.002   | 410.775   | 389.417   | 343.205   | 355.385   | 295.367   |
| Deutschland            | 233.481   | 305.776   | 284.685   | 90.217    | 108.990   | 63.647    | 69.836    |
| Niederlande            | 64.438    | 92.119    | 121.524   | 213.365   | 256.597   | 140.765   | 146.835   |
| Sowjetunion            | 89.269    | 352.857   | 429.182   | 7.181     | 1         | 0         | 0         |
| Frankreich             | 79.751    | 149.769   | 202.948   | 100.861   | 64.860    | 35.262    | 55.379    |
| Schweden               | 43.680    | 71.899    | 124.790   | 86.465    | 116.695   | 72.863    | 131.991   |
| Färöer                 | 38.630    | 17.111    | 63.725    | 71.540    | 23.292    | 27.572    | 0         |
| Island                 | 0         | 50.065    | 21.111    | 523       | 0         | 8         | 4.668     |
| Belgien                | 28.036    | 30.094    | 26.547    | 32.065    | 26.889    | 18.880    | 14.657    |
| Gesamt                 | 1.286.230 | 2.120.137 | 2.807.950 | 3.306.127 | 2.893.422 | 2.643.719 | 2.687.299 |

Zahlen stammen von der FAO, zitiert nach der University of British Columbia. In der FAO-Fangregion „Nordsee“ sind Skagerrak und Kattegat eingeschlossen.

### Handelsschifffahrt, Häfen

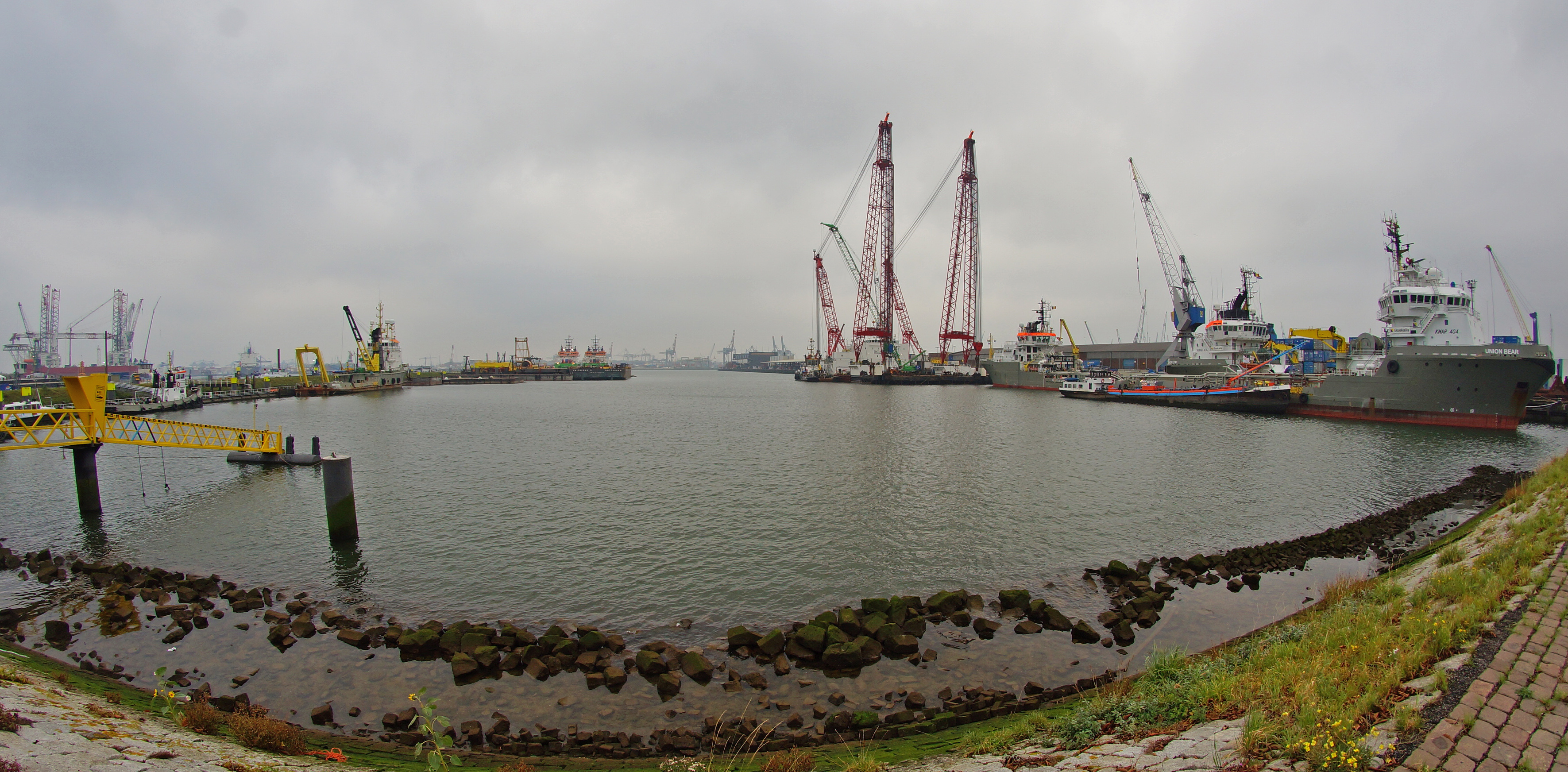
Waalhafen im Europoort Rotterdam

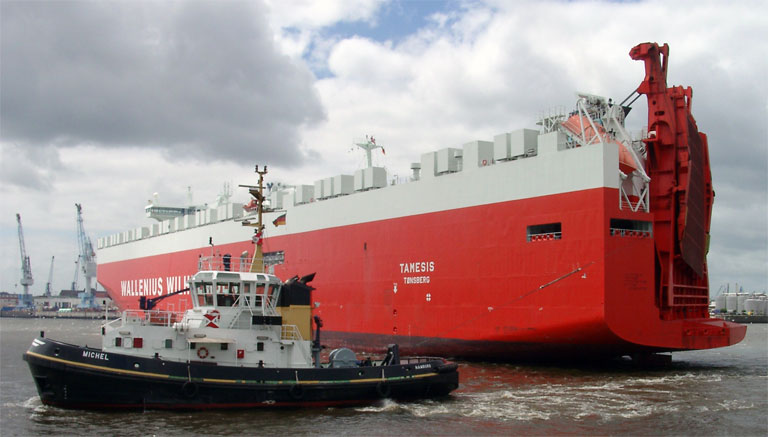
Ein Hafenschlepper dreht den RoRo-Frachter Tamesis aus Tønsberg auf der Norderelbe

Im Einzugsbereich der Flüsse, die in die Nordsee münden, leben auf ungefähr 850.000 Quadratkilometern etwa 160 Millionen Menschen. Die Ströme entwässern einen Großteil Westeuropas, darunter ein Viertel Frankreichs, drei Viertel Deutschlands, fast die gesamte Schweiz und Großbritannien, die Hälfte Jütlands, die gesamten Niederlande und Belgien, den Süden Norwegens sowie kleine Teile von Österreich. In diesem Bereich findet sich die größte Ansammlung weltweiter Industrie, allein 15 Prozent der Weltindustrieproduktion finden im Einzugsbereich der Nordsee statt.
Europas größte Häfen befinden sich an der Nordsee. Dabei konzentriert sich die Schifffahrt vor allem auf sechs große Häfen. Die kleineren Regionalhäfen haben an Bedeutung verloren; der Containerbetrieb in den vier größten Häfen (Rotterdam, Antwerpen, Hamburg und Bremen/Bremerhaven) hat sich von 1991 bis 2000 um etwa zwei Drittel erhöht. Mit Abstand größter und wichtigster Hafen ist Rotterdam. Nach eigener Auskunft ist das Hinterland des Hafens ganz Europa. Es gibt wöchentliche Feeder-Verbindungen in 140 andere Städte. Skandinavien und der Ostseeraum werden hauptsächlich über Bremerhaven und Hamburg bedient. Ein Sammelbegriff für (wichtige) Nordseehäfen ist Nordrange.
In der Nordsee fanden in den frühen 1990ern 27,5 Prozent der weltweiten Schiffsbewegungen statt, mit steigender Tendenz. Der größte Teil dieser Bewegungen fand in der südlichen Nordsee statt, wiederum ein größerer Teil davon auf der Schifffahrtsstraße zwischen Elbmündung und Ärmelkanal. Seit den späten 1960er Jahren gilt er in der Nordsee ein System der Zwangswege: um den Schiffsverkehr möglichst reibungslos und unfallfrei zu gestalten, werden sowohl spezielle Tiefwasserwege ausgewiesen als auch sich behindernder Schiffsverkehr systematisch getrennt. Die wichtigsten Tiefwasserwege laufen von der Straße von Dover in die Deutsche Bucht. Große Häfen haben jeweils eigene Zugangswege; im Bedarfsfall (nämlich dann wenn sich Sedimente in Fahrrinnen abgelagert haben) stellen Baggerschiffe wieder die benötigte Mindest-Wassertiefe her.
Die Nordsee ist viel befahren; auf ihr verlaufen wichtige Handels- und Verkehrswege. Unter Seefahrern ist sie berüchtigt, unter anderem wegen des „Blanken Hans“ und der Untiefen wie der „Große Vogelsand“. Grundseen und sehr schwerer Seegang zu Zeiten der Sturmfluten in Frühling und Herbst haben zu vielen Schiffsunglücken geführt, die in früheren Zeiten gelegentlich auch Strandräubern als Verdienstquelle gedient haben.

### Tourismus

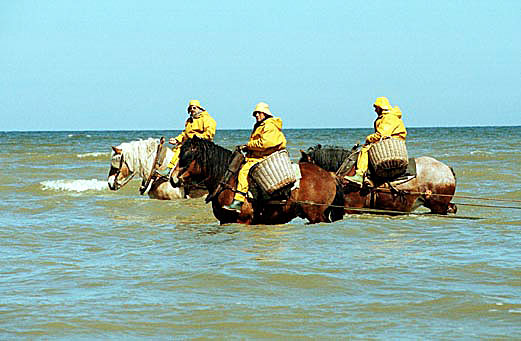
Krabbenfischer zu Pferde in Oostduinkerke an Zee/Belgien

An den Küsten werden sowohl die Strände als auch die Küstengewässer touristisch genutzt. Touristisch besonders erschlossen sind dabei die belgische, niederländische, deutsche und dänische Küste. In Großbritannien gibt es einzelne Touristenorte an der Nordseeküste. Der Küstentourismus konzentriert sich in England auf die Kanalküste.
Windsurfen und Segeln sind wegen des immer vorhandenen Windes beliebte Wassersportarten. Die Nordsee gilt wegen der starken Gezeiten und der vielen Flachwassergebiete in Küstennähe als wesentlich schwieriger zu segelndes Gebiet als Ostsee oder Mittelmeer, so dass hier weit weniger Segler unterwegs sind als an den anderen Küsten.
Das Wattwandern an den nordfriesischen Inseln und Halligen, den dänischen und ostfriesischen Inseln, aber auch Angeln und Sporttauchen, beispielsweise das Wracktauchen bei Scapa Flow, ist möglich.
Die besonderen klimatischen Bedingungen an z. B. der deutschen Nordseeküste gelten als gesundheitsfördernd. Bereits im 19. Jahrhundert nutzten Reisende ihren Aufenthalt an der Küste als Kur-Urlaub. Die günstigen Klimafaktoren von Luft, Temperatur, Wasser, Wind und Sonnenstrahlung aktivieren Abwehrkräfte und Kreislauf, stärken das Immunsystem und wirken heilend insbesondere auf Haut und Atemwege. Im Sinne der Thalasso-Therapie werden neben den klimatischen Gegebenheiten dabei zur Kuranwendung auch Meerwasser, Schlick, Sole, Algen und Meersalz als Heilmittel genutzt.
Eine Besonderheit waren in Deutschland die bis in die 1990er Jahre durchgeführten Butterfahrten, die als Schiffsfahrten außerhalb der Hoheitsgewässer einen zollfreien Einkauf ermöglichten.

## Geschichte

### Namen
Der Atlas Geographike Hyphegesis des Claudius Ptolemäus aus dem 2. Jahrhundert n. Chr. führt die Nordsee unter dem griechischen Namen Γερμανικὸς Ὠκεανός Germanikòs Ōkeanós. Dieser Name gelangte durch Lehnübersetzung als Oceanus Germanicus oder Mare Germanicum ins Lateinische, von da ins Englische als German Sea und ins Deutsche als Deutsches Meer.
Die im spätmittelhochdeutschen belegte Bezeichnung nordermer oder nortmer wurde im 17. Jahrhundert durch den heute geläufigen Namen Nordsee ersetzt (niederländisch Noordzee). In der niederländischen Sprache bildet die Noordzee ein Gegensatzpaar mit der Zuidersee – der ‚südlichen See‘, von Friesland und der Nordseeküste aus gesehen. Bedingt durch die Verbreitung des von den Hansekaufleuten genutzten Kartenmaterials setzte sich der Name Nordsee (englisch North Sea, frz. Mer du Nord etc.) allmählich europaweit durch.
Daneben gebräuchliche Namen waren lange Zeit Mare Frisicum (Friesisches Meer) und Westsee, dessen dänische Entsprechung Vesterhav neben Nordsø heute noch üblich ist.

Benennungen der Nordsee auf historischen Karten
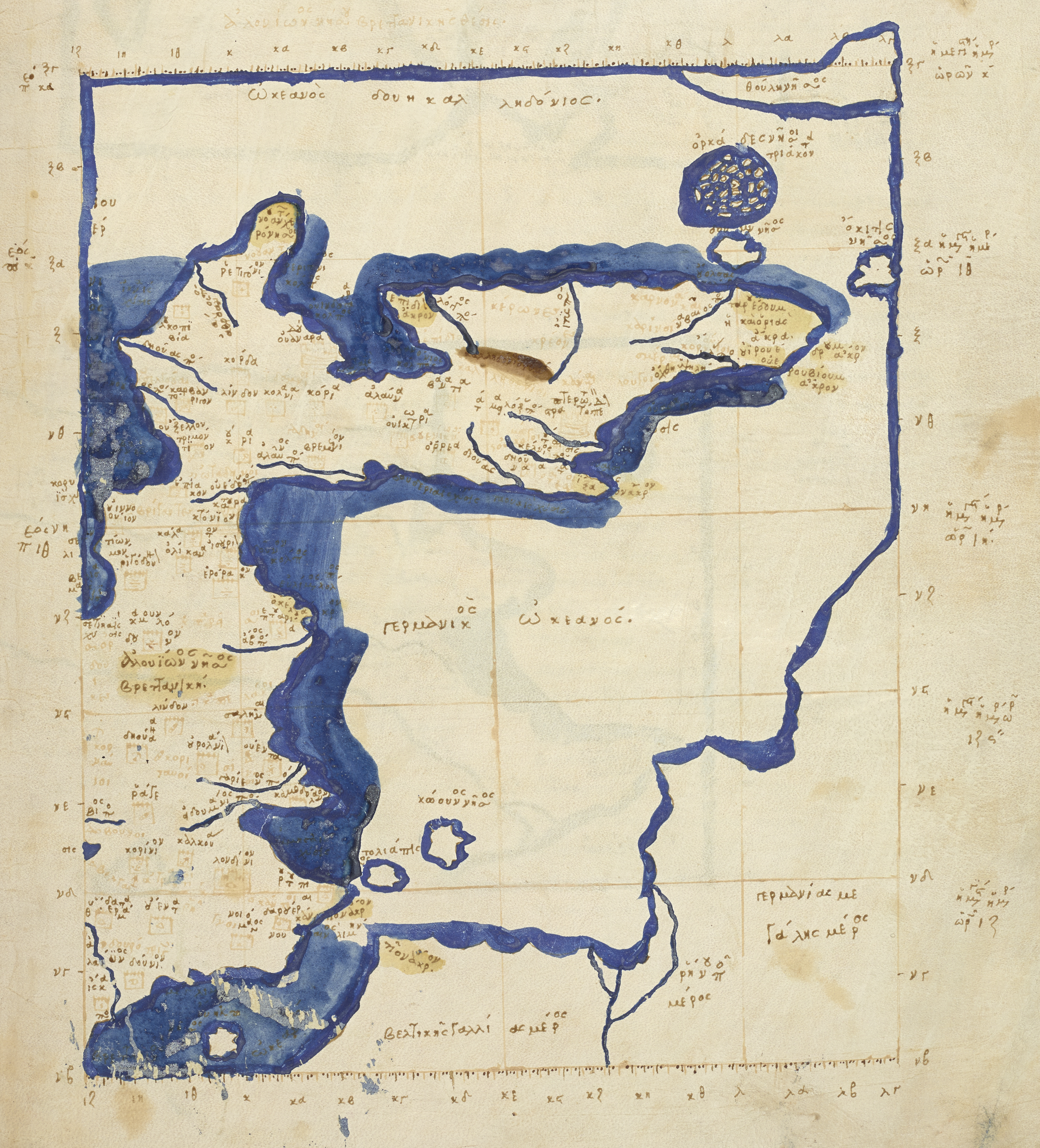
Karte (c. 1375 – c. 1425) aus der Geographike Hyphegesis von Claudius Ptolemäus: griechisch Γερμανικός Ὠκεανός Germanikós Ōkeanós
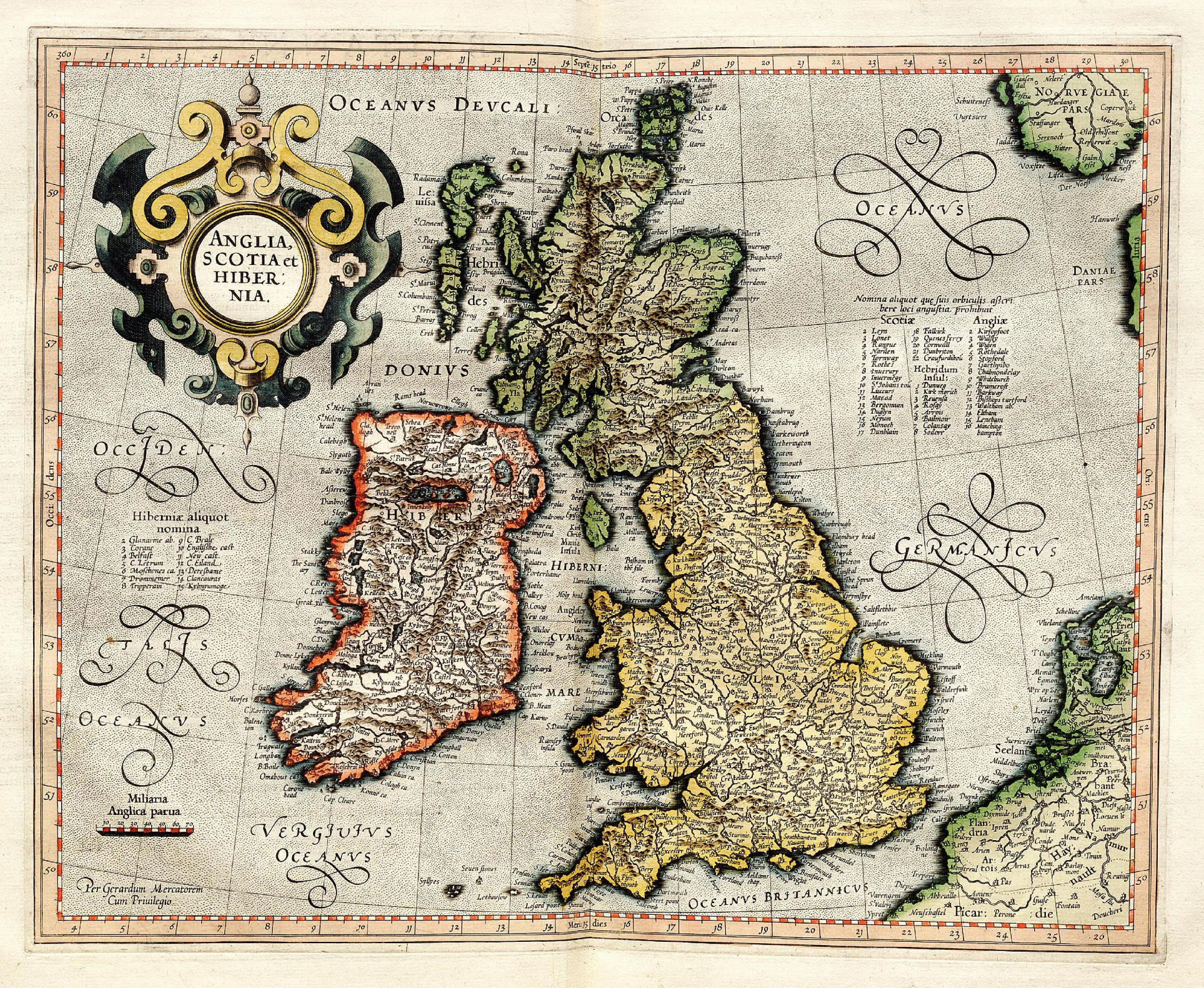
Karte von Gerhard Mercator, 1596: Oceanus Germanicus
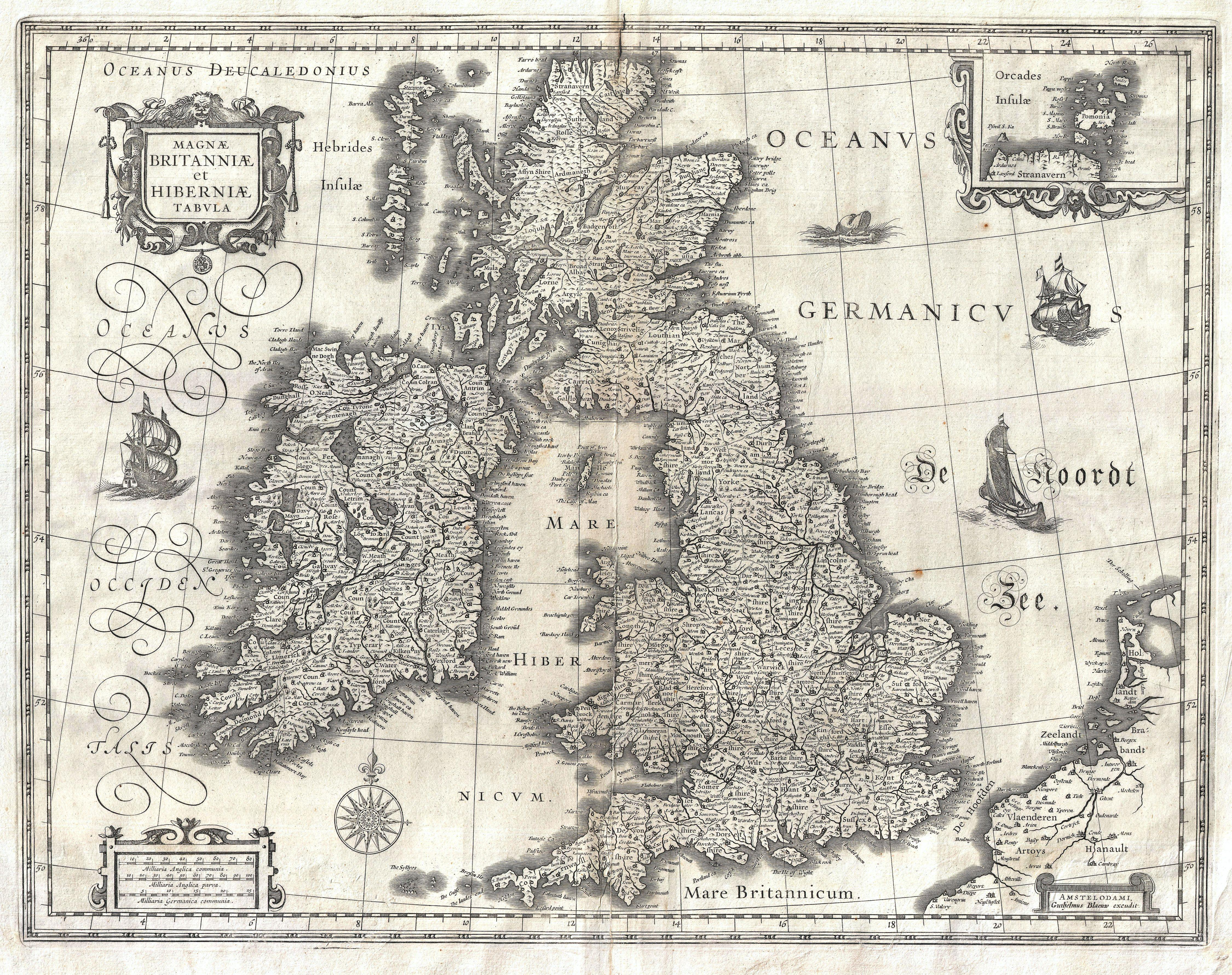
Atlas von Willem Blaeu, 1631: Oceanus Germanicus oder De Noordt Zee
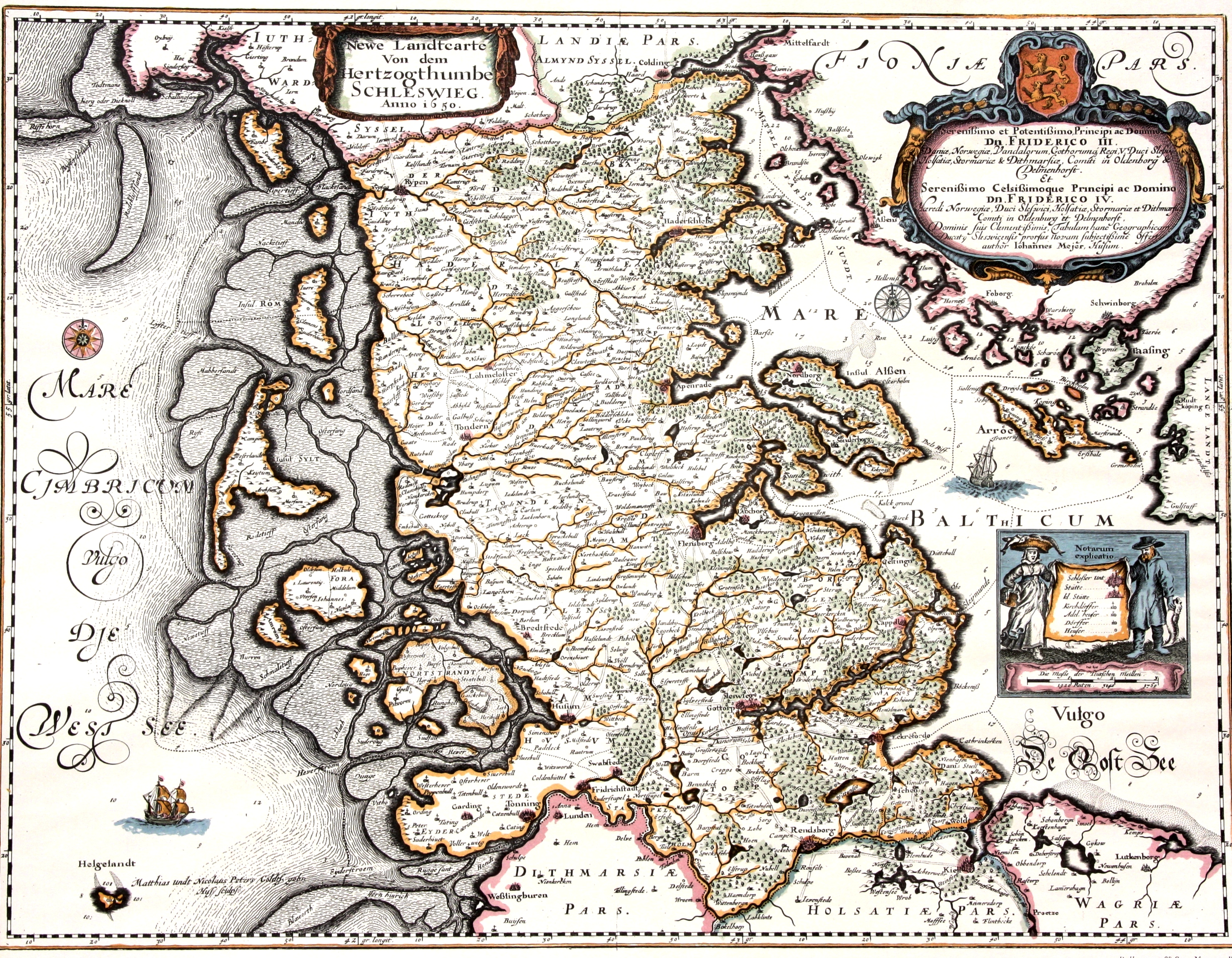
Karte des Herzogtums Schleswig, 1650: Mare Cimbricum (Kimbrisches Meer) oder Westsee
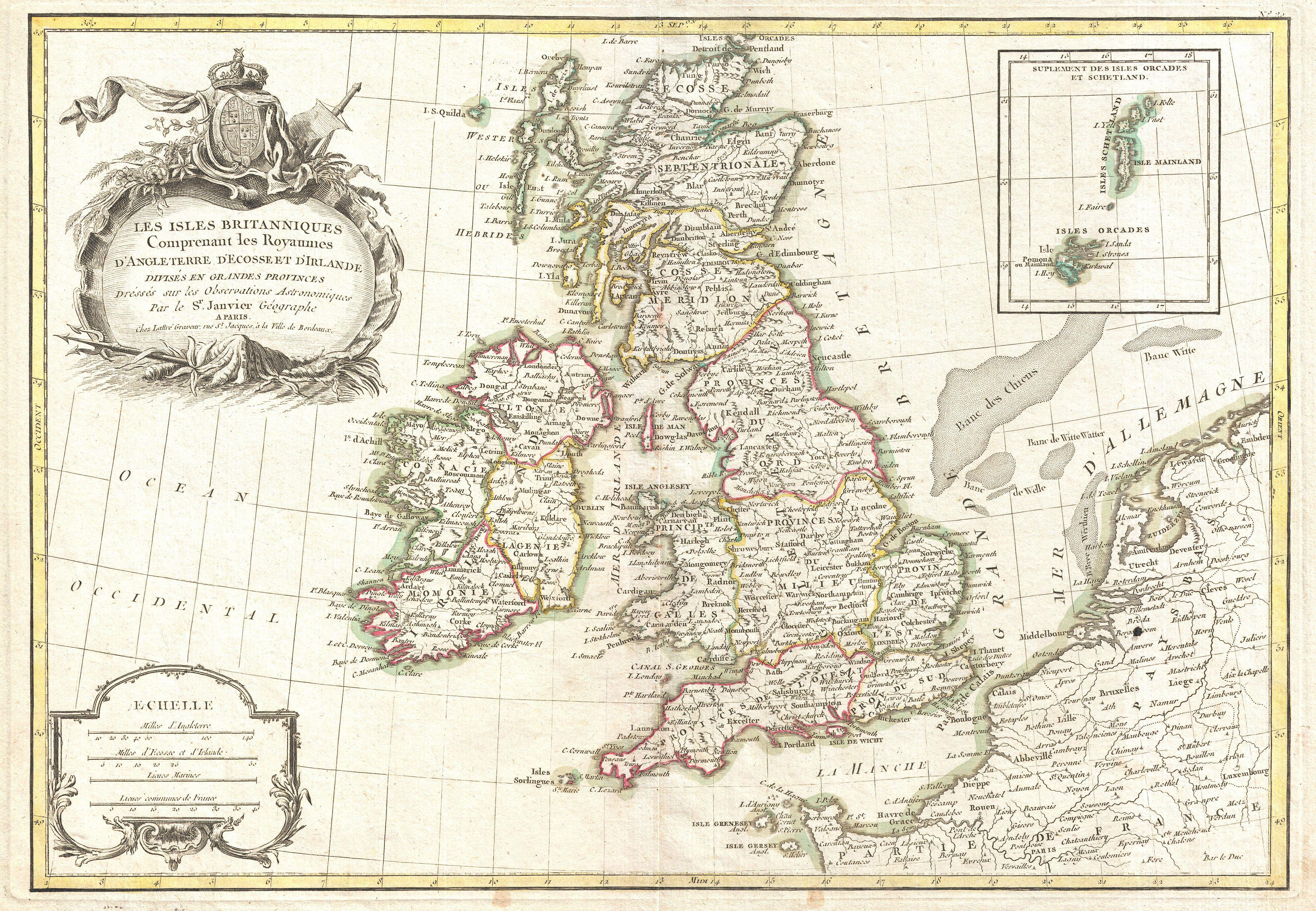
Französische Karte, 1771: Mer d’Allemagne (Deutsches Meer)
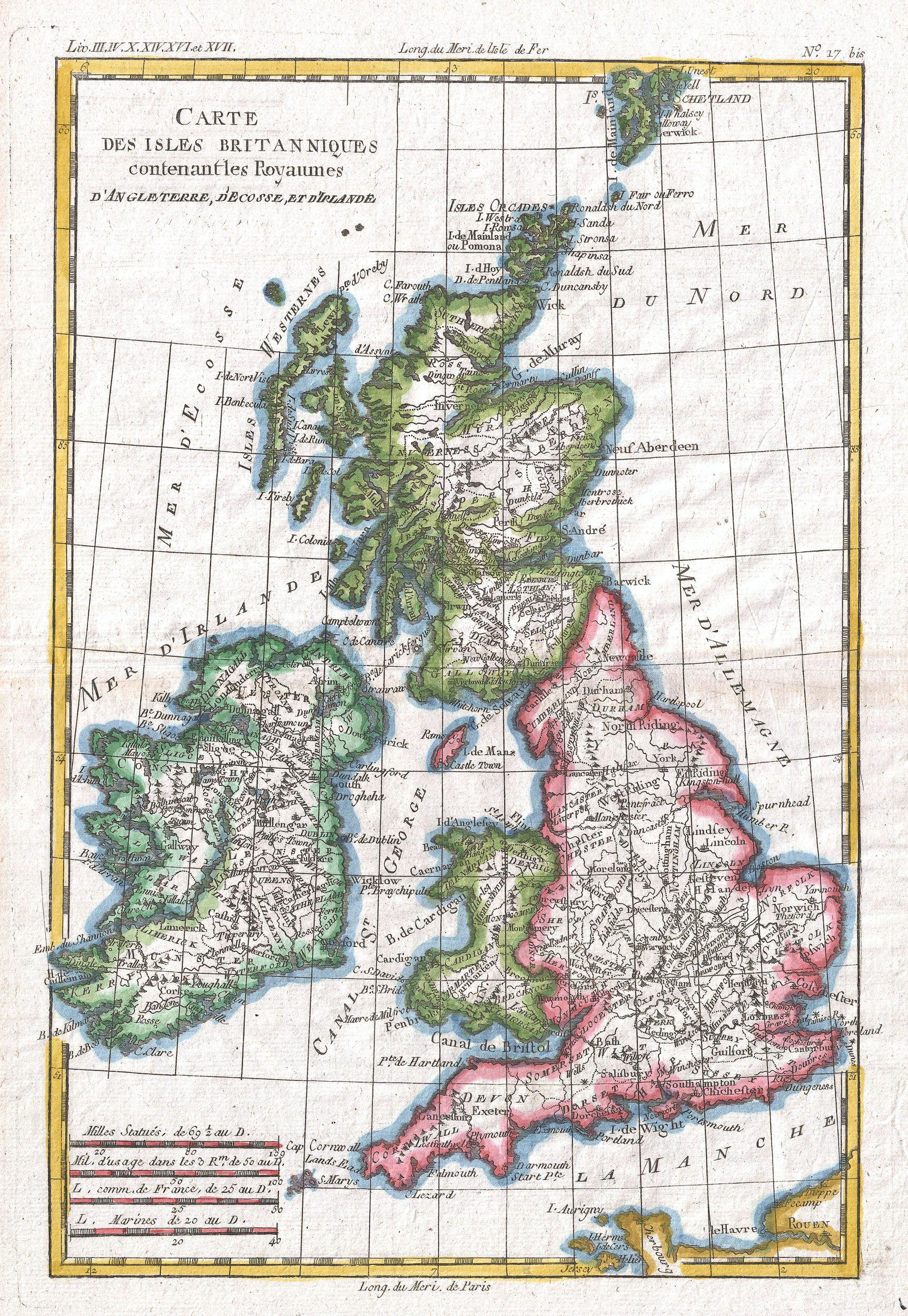
Französische Karte, 1780: Mer du Nord (Nordsee) für den nördlichen Abschnitt, Mer d’Allemagne für den südlichen Abschnitt

### Nordsee als Verkehrsweg auf die britischen Inseln
Die erste geschichtlich verbürgte intensive Nutzung der Nordsee als Verkehrsweg erfolgte durch die Römer. 55 und 54 v. Chr. drang Julius Caesar in Britannien ein (siehe Caesars Britannienfeldzüge). 12 v. Chr. ließ Drusus eine Flotte von über 1000 Schiffen bauen und über den Rhein in die Nordsee segeln. Der überlegenen Zahl, Taktik und Technik der Römer hatten die Friesen und Chauken nichts entgegenzusetzen, und als die Römer zu den Mündungen von Weser und Ems vordrangen, mussten sich die dort ansässigen Stämme ergeben.
5 v. Chr. konnten die römischen Kenntnisse über die Nordsee im Rahmen eines militärischen Vorstoßes unter Tiberius bis hin zur Elbe deutlich erweitert werden: Plinius der Ältere beschreibt, dass römische Seeverbände an Helgoland vorbeikamen und sich bis an die Nordostküste Dänemarks vorwagten.
Mit der Eroberung Britanniens durch Aulus Plautius (43 n. Chr.) begann ein reger und regelmäßiger Schiffsverkehr zwischen den Häfen in Gallien (Portus Itius) und denen in England. Die römische Ära dauerte knapp 350 Jahre und endete mit dem Rückzug der römischen Legionen um das Jahr 400.

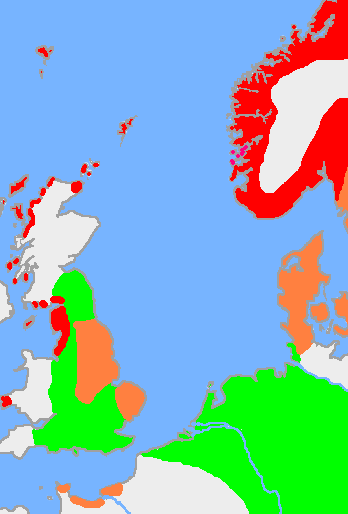
Verteilung altgermanischer Sprachen im Nordseeraum um 900. Die Karte verdeutlicht, dass Siedlungsschübe mehrmals quer über die Nordsee verliefen.

Im verbleibenden Machtvakuum auf der britischen Insel stießen die ursprünglich aus dem heutigen Norddeutschland und Dänemark stammenden Sachsen, Angeln und Jüten mit der nächsten großen Wanderungsbewegung über die Nordsee vor. Sie waren während der römischen Besatzungszeit Britanniens bereits als Söldner während der Spätphase des Römischen Reiches eingesetzt worden, überquerten in den Jahrhunderten der Völkerwanderung zahlreich die Nordsee und siedelten sich im Süden und Osten Englands an, wobei sie die ursprünglich dort lebenden Kelten in die Gebiete des heutigen Schottlands und Wales vertrieben.
Ungefähr im 7. Jahrhundert wanderten die ursprünglich aus den heutigen Niederlanden stammenden Friesen über die Nordsee auf die nordfriesischen Inseln Sylt, Amrum und Föhr aus. In einer zweiten Einwanderungswelle im 11. Jahrhundert wurde auch das jütländische Festland zwischen Eider und Wiedau in Südjütland besiedelt, wo die Friesen auf die Jüten stießen. Das nordfriesische Siedlungsgebiet macht heute einen Großteil des Kreises Nordfriesland aus.
Die nächste größere Wanderungswelle über die Nordsee brachte die vor allem aus dem heutigen Dänemark und Norwegen stammenden Nordmannen auf die britischen Inseln. Mit dem Überfall auf Lindisfarne 793 begannen die Plünderungszüge der Wikinger, die die nächsten hundert Jahre vor allem als Piraten und Plünderer unterwegs waren. Sie überfielen küstennahe Klöster, Gehöfte und Städte und fuhren auf den Flüssen landeinwärts. Dem Anglo-Saxon Chronicle zufolge begannen sie ab 851, auch zu siedeln. Diese Wanderungsbewegungen aus Skandinavien hielten bis etwa 1050 an.
Alfred dem Großen von Wessex gelang es als erstem sächsischen König, den Wikingern Widerstand zu leisten, indem er eine eigene Flotte aufstellte. Er konnte das Gebiet von den Dänen befreien und gilt als erster englischer König. Während das Meer die britischen Angelsachsen von den germanischen Stämmen getrennt hatte, hielten die Skandinavier die gesamte Zeit über die Nordsee Kontakt zur alten Heimat. Somit gehörte der größte Teil der britischen Inseln und der nördliche Teil des Meeres fest zum Machtbereich skandinavischer Könige, den Wikingern.
Hardiknut war der letzte dänisch-britische König, nach seinem Tod zerfiel das Nordseereich aufgrund innerer Konflikte, die politische Union zwischen Skandinaviern und Briten über die Nordsee hinweg war getrennt. Nachdem diese Trennung erfolgt war, begann die Nordsee vorerst ihre Bedeutung zu verlieren. Seit dem Einfall Wilhelms des Eroberers aus der Normandie im heutigen Frankreich orientierten sich die britischen Inseln ebenso wie die westlichen Küstenregionen der Nordsee entlang der großen europäischen Flüsse nach Süden in Richtung Mittelmeer und Orient.
Die wichtigste Verbindung zur Außenwelt für Norddeutschland und Skandinavien war hingegen die Ostsee, wo die Hanse ihre Blütezeit erlebte. Der einzig bedeutendere Handelsweg über die Nordsee führte durch die deutsche Bucht von Flandern in die Häfen der Hansestädte.

### Hanse

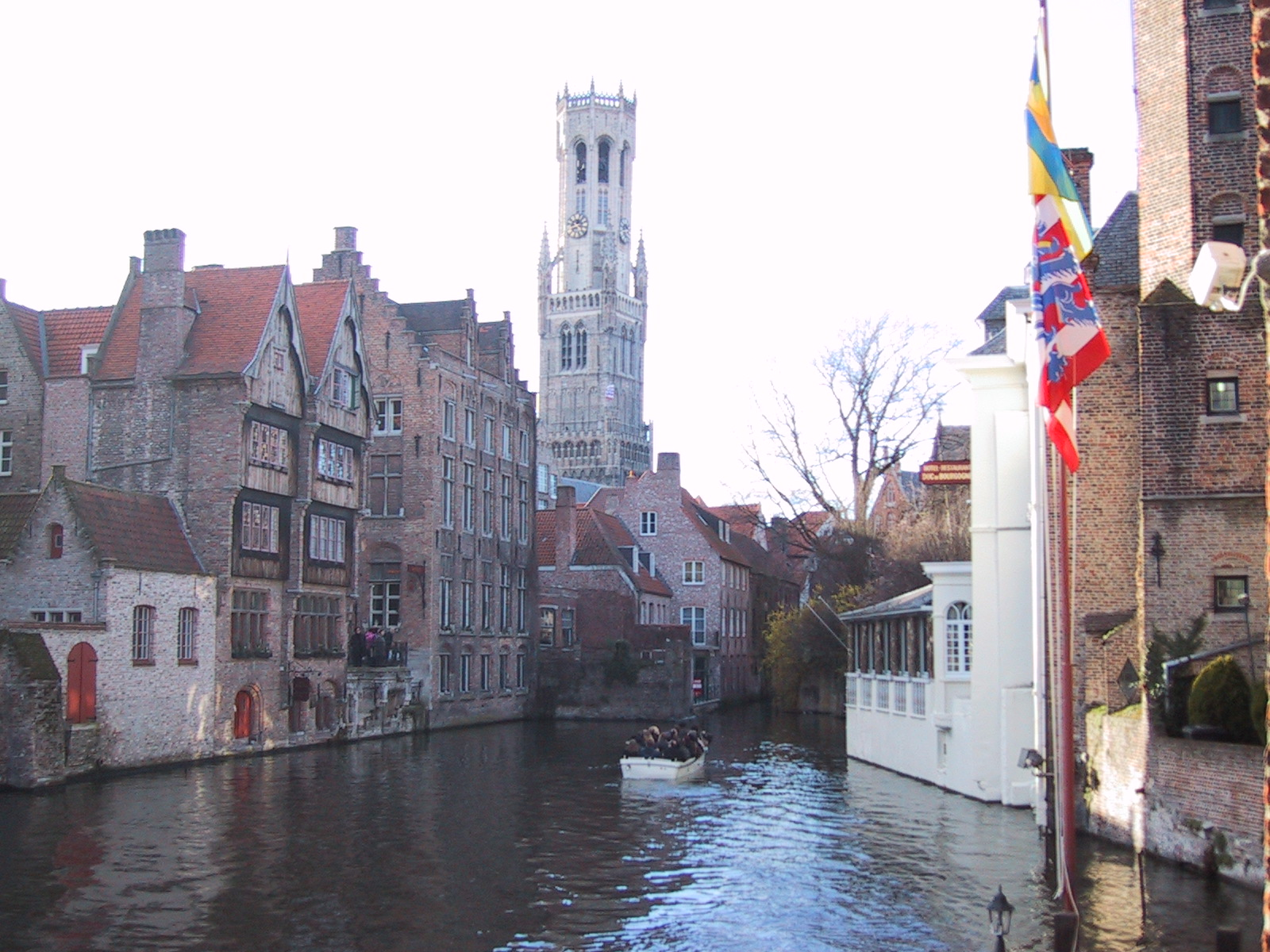
Kanal in Brügge

Die Hanse hatte ihren Schwerpunkt zwar in der Ostsee, wichtige Kontore befanden sich aber auch im norwegischen Bergen (Bryggen), dem Stalhof im englischen London und dem flandrischen Hansekontor in Brügge.
Der Aufstieg Brügges begann für die Nordsee nicht untypisch mit einer Sturmflut, die 1134 eine tiefe Fahrrinne, den Zwin, riss, die das Anlaufen größerer Handelsschiffe in die Stadt ermöglichte. Zwischen Brügge und London begann sich ein lebhafter Handelsverkehr mit britischer Wolle und flandrischen Tüchern zu entwickeln.
Ab dem 13. Jahrhundert reisten deutsche Hanse-Kaufleute regelmäßig nach Brügge und London und begannen, eine regelmäßige Handelsroute in diese Städte aufzubauen. Brügge wurde zum Endpunkt der Ost-West-Handelslinie mit dem Peterhof in Nowgorod in Russland und war über den Schiffsverkehr zugleich mit Frankreich, Italien, Spanien und den Niederlanden verbunden.
Schon 1441 musste die Hanse die wirtschaftliche Gleichberechtigung der Niederländer anerkennen, nachdem Brügge als wichtigstem Kontor der Hanse mit Antwerpen ein mächtiger Konkurrent erwachsen war und sich die Niederlande zusätzlich mit den Dänen als den „Herren des Sunds“ verbündet hatten. Die Niederländer begannen nach der gewonnenen Grafenfehde, in die Handelsgebiete der Hanse vorzudringen und einen eigenen Ostseehandel zu betreiben.

### Welthandelsmacht Niederlande

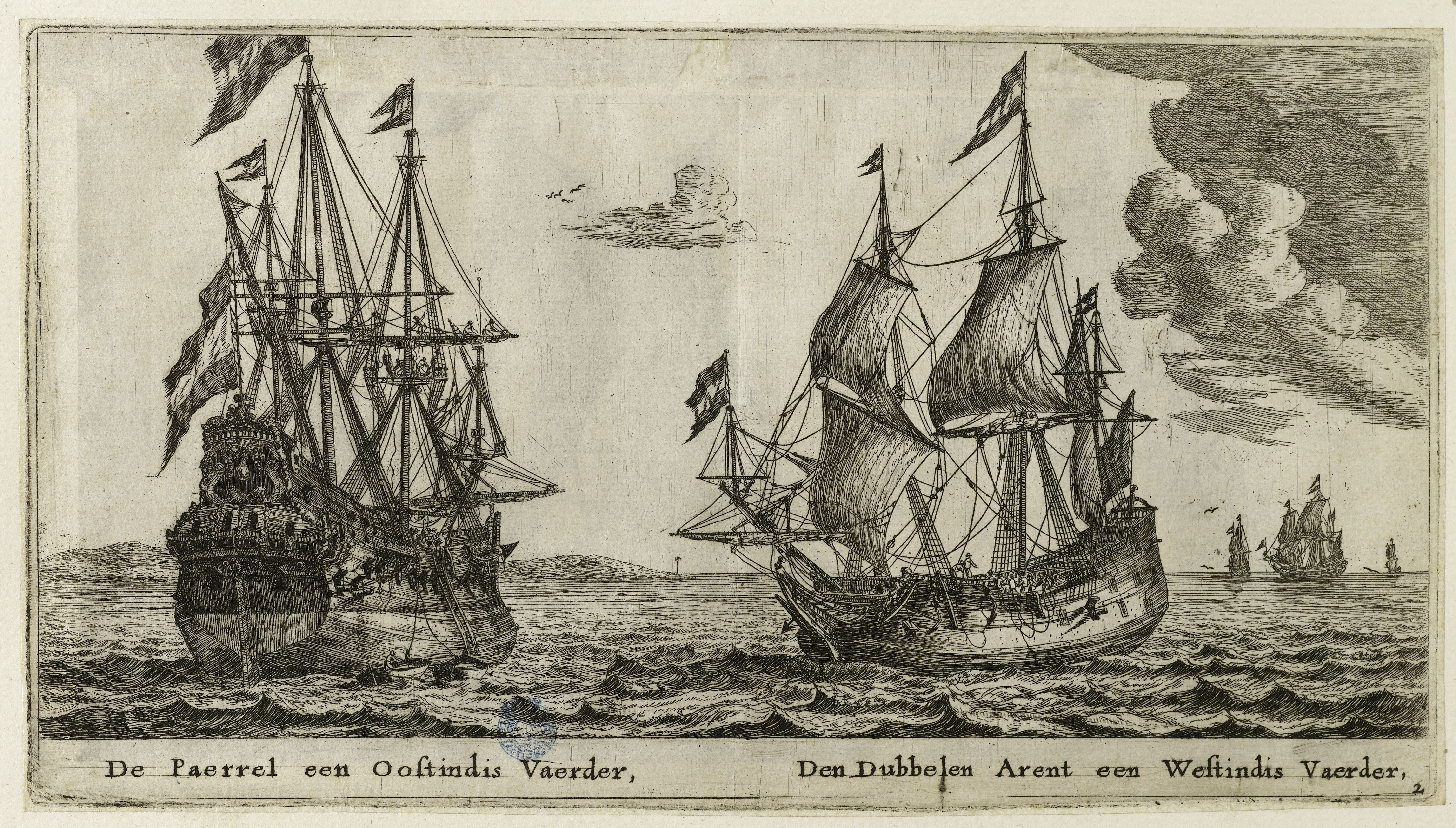
Niederländischer Ostindienfahrer und Westindienfahrer um 1650

Die vereinigten Niederlande entwickelten sich im 16. Jahrhundert zur ersten Welthandelsmacht. Für die Geschichte niederländischer Händler diente die Nordsee selbst nur mehr als Startpunkt für ihre Fahrten über die Ozeane. Sie war zum Tor zur Welt geworden, die Herrschaft über die Nordsee war ausschlaggebend dafür, einen direkten Weg zu den Märkten der Welt zu haben.
Während des Achtzigjährigen Krieges begannen die Niederlande auch mit einem groß angelegten Überseehandel – sie jagten Wale nahe Spitzbergen, betrieben Gewürzhandel mit Indien und Indonesien, gründeten Kolonien in Brasilien, Nordamerika (Nieuw Nederland), Südafrika und in der Karibik (vergleiche auch Die große Tulpenmanie). Der Reichtum, den sie aus diesem Handel anhäuften, führte im 17. Jahrhundert zum „Goldenen Zeitalter“ (de gouden eeuw) der Niederlande.
1651 verhängte England die Navigationsakte, die vielen niederländischen Handelsinteressen schadete. Der Kampf um die Akte mündete 1652 in den Ersten Englisch-Niederländischen Krieg, der 1654 mit dem Frieden von Westminster endete; die Navigationsakte wurde durch die Niederlande anerkannt.
1665 erklärten die Engländer den Niederländern erneut den Krieg: Es begann der Zweite Englisch-Niederländische Krieg. Mit Unterstützung der Franzosen, die in der Zwischenzeit in die Spanischen Niederlande – heute Belgien – einmarschiert waren, gewannen die Niederländer die Oberhand. Engländer und Niederländer schlossen 1667 den Frieden von Breda, nachdem der niederländische Admiral Michiel de Ruyter einen großen Teil der englischen Flotte auf der Themse zerstört hatte. Es wurde vereinbart, dass die Engländer die niederländischen Besitzungen in Nordamerika (das Gebiet um das heutige New York City) behalten durften, während die Niederländer Suriname von den Engländern erhielten. Auch die Navigationsakte wurde zu Gunsten der Niederlande modifiziert.
Das Jahr 1672 wurde in den Niederlanden als das Rampjaar („Katastrophenjahr“) bekannt: England erklärte der Republik den Krieg, gefolgt von Frankreich, dem Hochstift Münster und Kurköln, die eine Allianz gegen die Niederlande bildeten. Frankreich, Kurköln und das Hochstift Münster marschierten in die Republik ein, während die Landung der Engländer an der Küste nur knapp verhindert werden konnte.

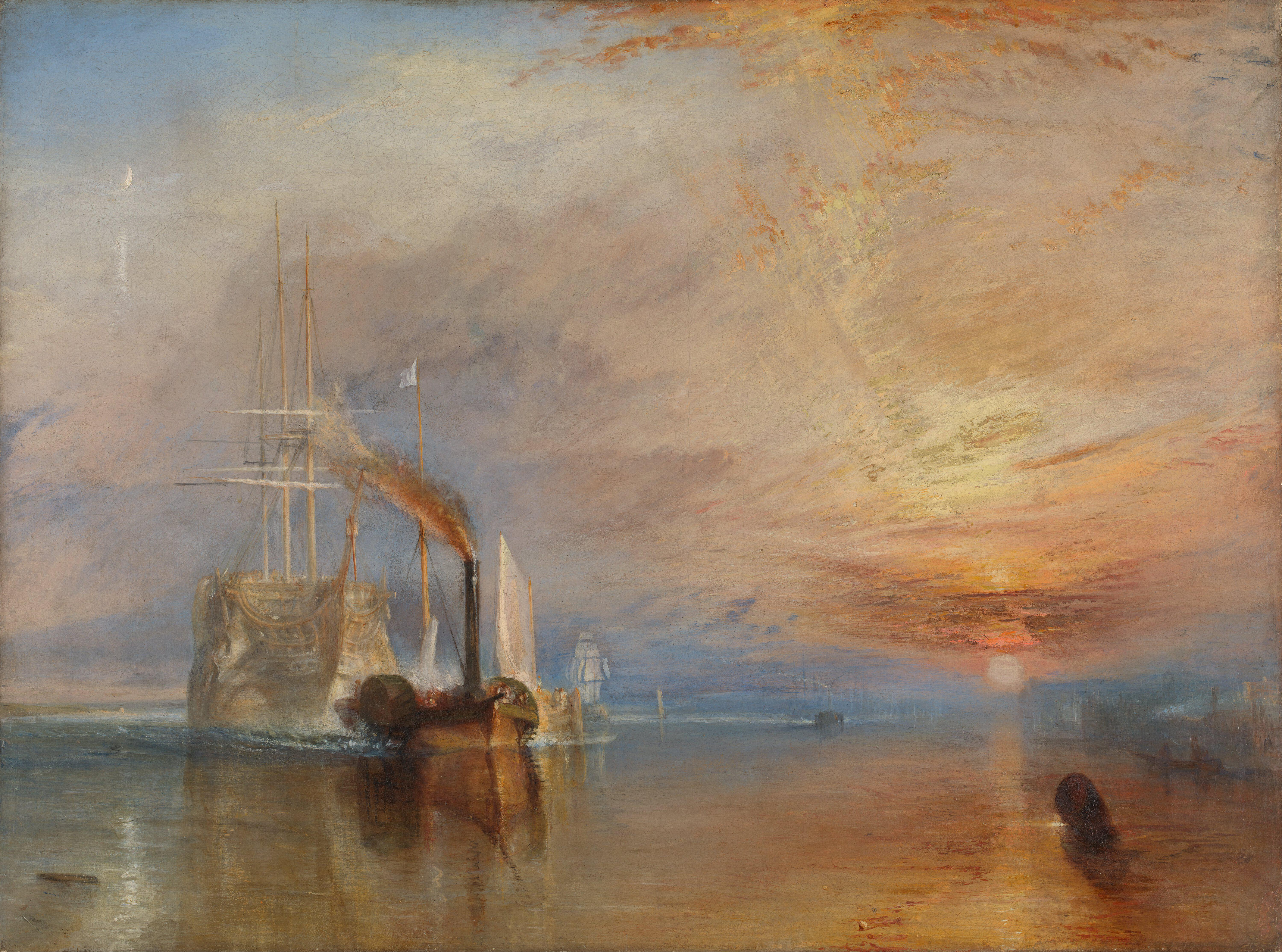
William Turner: The Fighting Temeraire tugged to her last Berth to be broken.
Die Temeraire wird zum Abwracken geschleppt.

Die Niederländer bezogen den südlichen Nordseeraum als Hinterland ein: In Schleswig-Holstein zeugen noch heute zahlreiche Hinterlassenschaften von Holländern, die einwanderten oder Handelsgüter mitbrachten. Die Niederländer brachten über das Meer ihre technische Meisterschaft in Deichbau und Entwässerungstechnik mit. Hausbau- und Landwirtschaftstechniken wurden von Holland beeinflusst, die Küstenstriche Schleswig-Holsteins gelangten ebenfalls zu Reichtum. Zahlreiche Bewohner der Küstengebiete heuerten auf niederländischen Schiffen an – besonders bekannt sind wohl die Walfahrer der nordfriesischen Inseln.

### Die Seemacht England/Großbritannien
Englands Aufstieg zur beherrschenden Seemacht begann 1588, als der Invasionsversuch der spanischen Armada an einer Kombination von herausragenden englischen Seegefechten unter der Führung von Sir Francis Drake und dem schlechten Wetter scheiterte. Die erstarkende englische Marine lieferte sich mehrere Seekriege mit den auf der anderen Nordseeseite liegenden Niederlanden und konnte diese am Ende des 17. Jahrhunderts als weltumspannende Seemacht ablösen. Der Aufbau des Britischen Empires als Reich, „in dem die Sonne nie untergeht“, war nur möglich, weil die britische Marine die europäischen Gewässer und speziell die Nordsee uneingeschränkt beherrschte. Der einzig ernst zu nehmende Versuch, diese Vorherrschaft zu brechen wurde von Napoleon unternommen. Die von Admiral Horatio Nelson gewonnene Schlacht von Trafalgar, die die britische Vorherrschaft zur See für mehr als ein Jahrhundert sicherte, führte dann aber nur zur Kontinentalsperre, mit der Großbritannien von den Importen des europäischen Kontinents abgeschnitten werden sollte.

### Erster Weltkrieg
In diesem Krieg standen sich in der Nordsee hauptsächlich die Flotten der beiden Anrainer Deutschland (Kaiserliche Marine) und Großbritannien (Grand Fleet) gegenüber.
Aufgrund der Übermacht britischer Schiffe konnte die Grand Fleet beinahe ungestört die Seeherrschaft über die Nordsee erlangen und eine Seeblockade einleiten. Das Ziel der Blockade war es, Deutschland von den Schifffahrtswegen zu trennen, um die Versorgung mit kriegswichtigen Importen zu verhindern und das ungestörte Übersetzen des britischen Expeditionskorps zu garantieren. Aufgrund der defensiven Ausstattung Helgolands mit einer starken Küstenverteidigung war für Deutschland nur die Deutsche Bucht gesichert, während die übrige Nordsee und der Ärmelkanal während des gesamten Krieges durch die Royal Navy kontrolliert wurde.

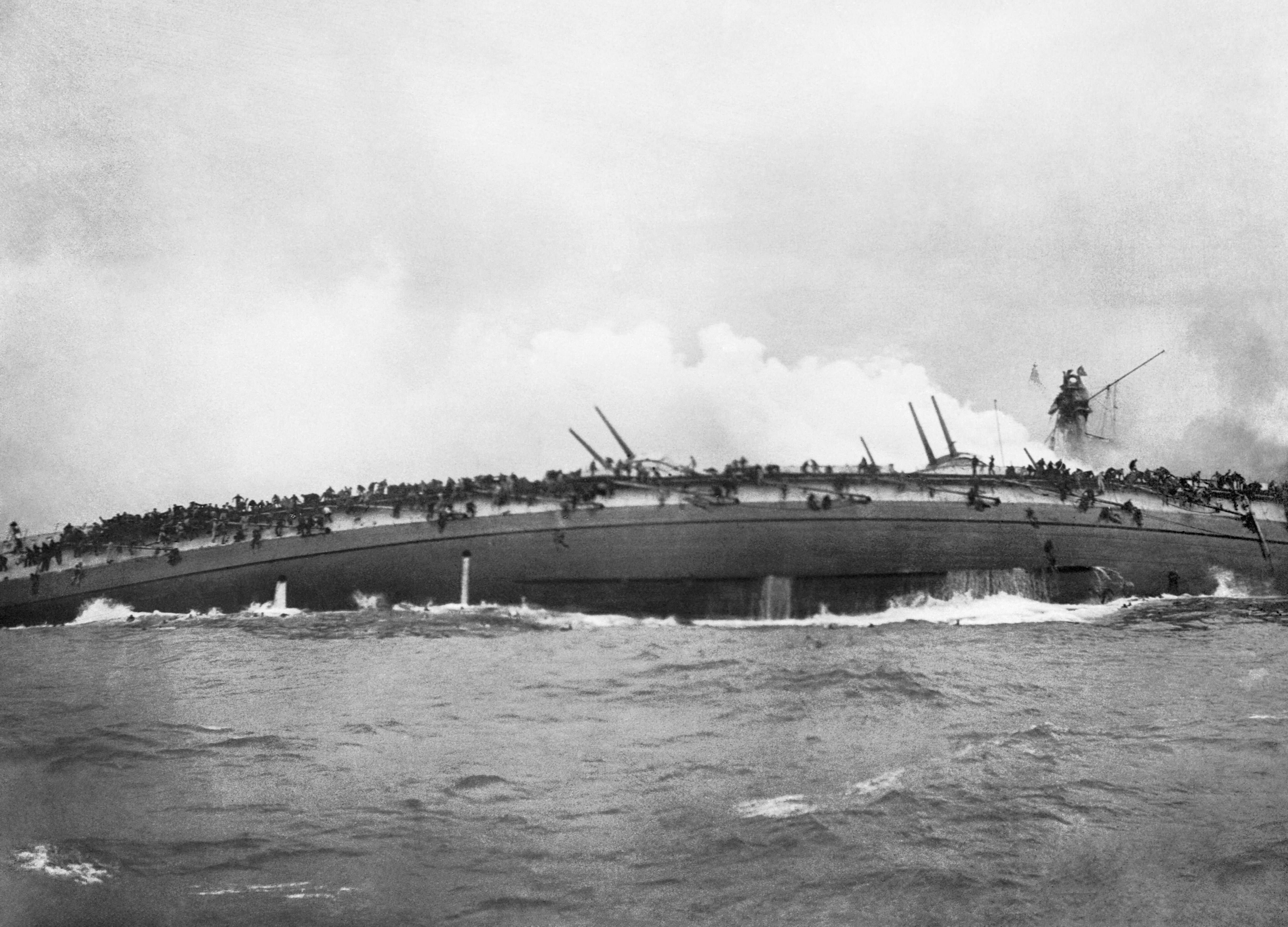
Untergang des deutschen Großen Kreuzers Blücher im Gefecht auf der Doggerbank (1915)

Das erste Seegefecht fand am 28. August 1914 vor Helgoland statt und endete mit einem klaren britischen Sieg. Da die Überwasser-Streitkräfte der kaiserlichen Marine auf offenem Wasser chancenlos waren, leiteten die Deutschen den U-Boot-Krieg ein. Nach anfänglichen Misserfolgen deutscher Unterseeboote gelang es U 9 am 22. September 1914 drei britische Panzerkreuzer ca. 50 km nördlich von Hoek van Holland zu versenken.
Im November 1914 erklärte die britische Kriegsmarine die gesamte Nordsee zur Kriegszone, die daraufhin vermint wurde. Schiffe, die unter der Flagge neutraler Staaten fuhren, konnten in der Nordsee ohne Vorwarnung das Ziel britischer Angriffe werden.
Im Gefecht auf der Doggerbank erlitt Deutschland am 24. Januar 1915 eine weitere Niederlage gegen die Briten und in der Folgezeit schlugen sämtliche Versuche, die alliierte Nordseeblockade zu durchbrechen, fehl. Aufgrund dieser Fehlschläge erfolgte am 4. Februar der Beginn des uneingeschränkten U-Boot-Krieges, in dem neben alliierte auch neutrale Schiffe angegriffen werden konnten.
Am 31. Mai und 1. Juni 1916 kam es vor Jütland mit der Skagerrakschlacht zur größten Seeschlacht des Ersten Weltkriegs und gemessen an der Zahl und Größe der beteiligten Schiffe (258) zur wahrscheinlich größten Seeschlacht der Weltgeschichte. Das Ziel der Deutschen, die britische Marine entscheidend zu schwächen und damit die Aufhebung der Seeblockade zu erzwingen, wurde nicht erreicht. Letztlich endete die Schlacht ohne einen eindeutigen Sieger und Deutschland setzte wieder alle Hoffnungen auf den uneingeschränkten U-Boot-Krieg.
Als sich das Ende des Krieges anbahnte, sollte gegen den Willen der neuen deutschen Regierung am 28. Oktober 1918 noch einmal ein Großangriff auf die britische Marine stattfinden, worauf der Kieler Matrosenaufstand ausbrach und der Seekrieg sein Ende fand. Die Meuterei der Matrosen leitete auch die Entwicklung zur Novemberrevolution in Deutschland ein.

### Zweiter Weltkrieg

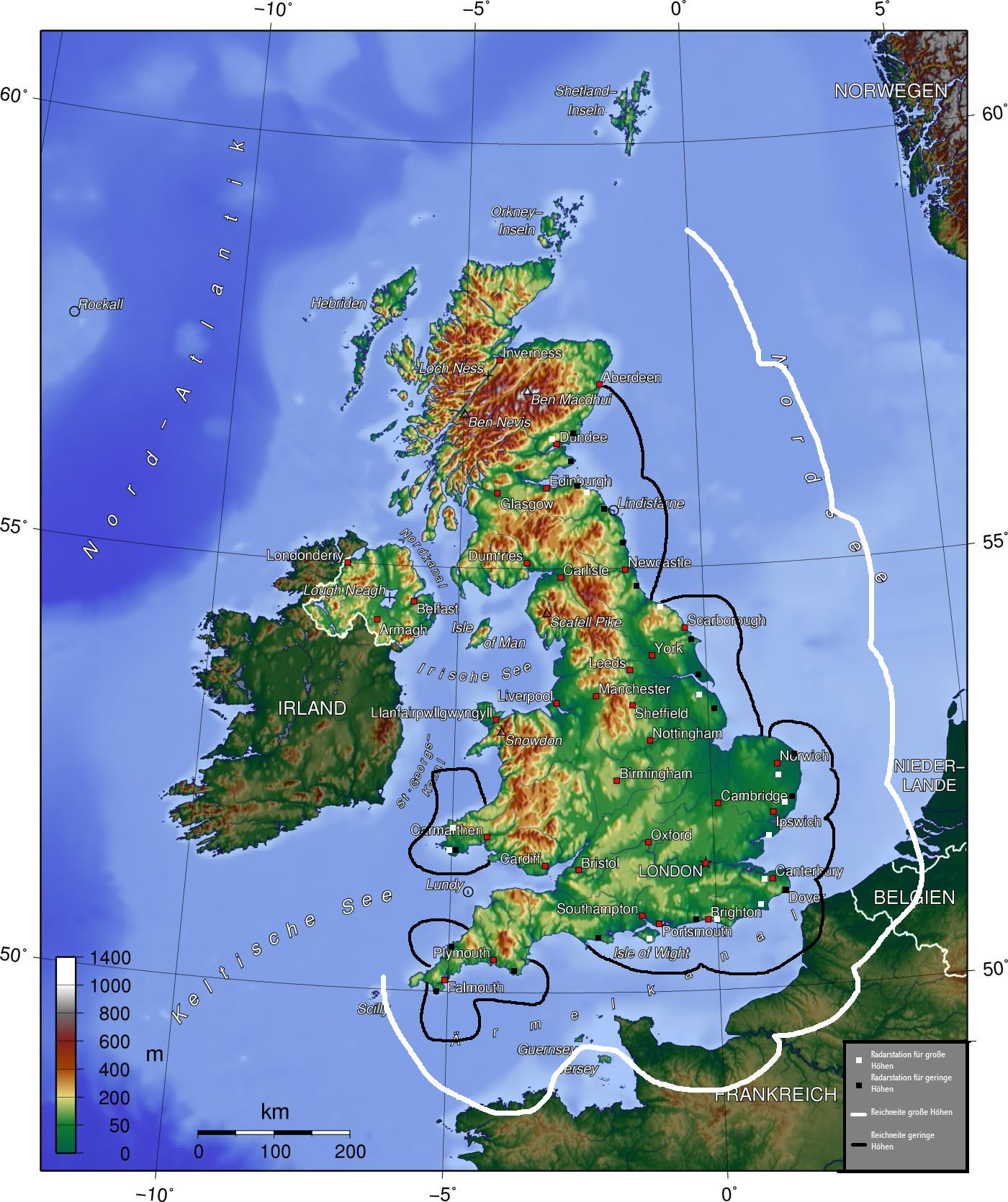
Im Zweiten Weltkrieg erwies sich, dass die strategische Bedeutung von Schiffen gegenüber Flugzeugen zurückging. Großbritannien gewann die Luftschlacht um England unter anderem deshalb, weil es die gesamte Küste mit Radar überwachen konnte.

Auch der Zweite Weltkrieg war hinsichtlich des Seekrieges auf Seiten der Deutschen Marine vor allem ein U-Boot-Krieg, der allerdings kaum noch in der Nordsee, sondern vor allem im Atlantik ausgetragen wurde. Anders als im Ersten Weltkrieg war die Nordsee auch nicht mehr ausschließliches Hoheitsgebiet der Alliierten, sondern vor allem in den ersten Kriegsjahren Schauplatz einer intensiven Küstenkriegsführung mit kleinen Fahrzeugen wie U-Booten, Minensuchbooten und Schnellbooten. Doch trotz anfänglicher Erfolge, die Großbritannien zeitweise in eine Versorgungskrise brachten, gelang es nicht, den Widerstand entscheidend zu brechen. Wie im Ersten Weltkrieg beherrschten die Alliierten bald die See, speziell wegen der Luftüberlegenheit auch die Nordsee und schnitten Deutschland von überseeischer Versorgung ab. Der damit verbundene Mangel an Ressourcen für die Kriegführung war einer der Gründe dafür, dass der Krieg nicht zu gewinnen war.
Am 14. Oktober 1939 gelang es Kapitänleutnant Günther Prien mit dem Unterseeboot U 47 in die Bucht von Scapa Flow einzudringen und das Kriegsschiff Royal Oak mit 1400 Mann Besatzung zu versenken.
Am 9. April 1940 lief auf deutscher Seite die Operation Weserübung an, bei der fast die gesamte deutsche Flotte mobilisiert und in Richtung Skandinavien in Fahrt gesetzt wurde. Kurze Zeit später waren die militärischen Ziele der Invasion (Besetzung der norwegischen Häfen, Sicherstellung der Eisenerz-Versorgung, Verhinderung einer zweiten Front im Norden) erreicht und Norwegen und Dänemark besetzt. Diese Besatzung dauerte bis zum Ende des Krieges und während der gesamten Zeit diente der quer über die Nordsee laufende Shetland Bus als wichtiger Flucht- und Versorgungsweg von Norwegen nach Großbritannien. Zuerst von norwegischen Fischerbooten betrieben, wurden diese im Laufe des Krieges durch drei U-Boot-Jäger der Royal Navy ersetzt.
Aufgrund der Unterlegenheit bei den größeren Kampfschiffen, deutlich sichtbar durch die frühen Verluste (Admiral Graf Spee 1939, Blücher 1940 und Bismarck 1941), verlegte sich die Kriegsmarine mehr und mehr auf die Kriegsführung mit kleinen Einheiten und die verbliebenen Großkampfschiffe wie die Tirpitz ankerten nahezu untätig in Norwegens Fjorden.
In den letzten Kriegsjahren und den ersten Nachkriegsjahren unter alliierter Aufsicht wurden große Mengen Munition in der Nordsee verklappt. Während chemische Kampfstoffe vor allem in Skagerrak und Ostsee versenkt wurden, wurde konventionelle Munition (Granaten, Minen, Panzerfäuste, Patronen etc.) in der Deutschen Bucht versenkt. Die Zahlenschätzungen gehen hier weit auseinander, klar scheint jedoch zu sein, dass mehrere hunderttausend Tonnen Munition in der See versenkt wurden.

### Nach dem Zweiten Weltkrieg

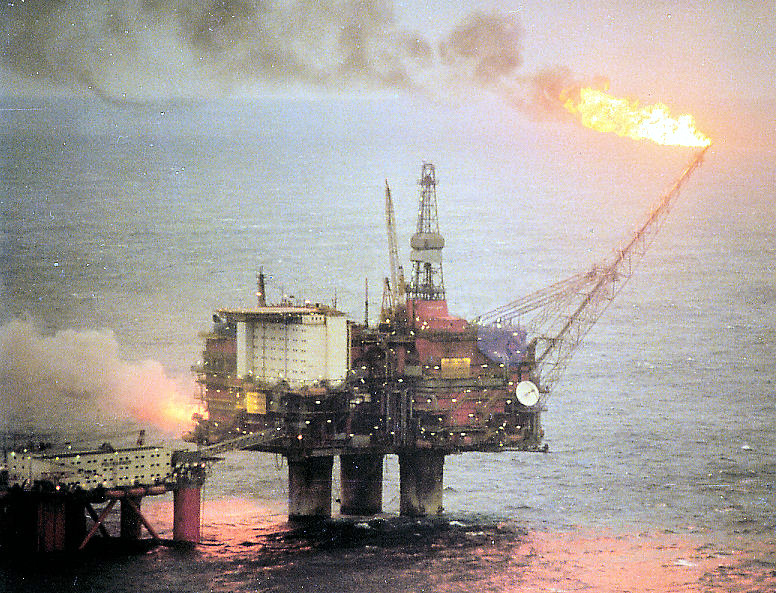
Statfjord A (1982)

In der Zeit nach dem Zweiten Weltkrieg trat die Nutzung der Nordsee für friedliche Zwecke in den Vordergrund; denn während sich in der Ostsee die Gegner des Kalten Kriegs direkt gegenüberstanden und beäugten, war die Nordsee ein neben Schweden nur von NATO-Mitgliedsstaaten begrenztes Meer.
Ökonomische Bedeutung gewann die Nordsee in den 1960ern, als die Anrainerstaaten begannen, gefundenes Erdöl und -gas kommerziell zu nutzen. Die größte Katastrophe in der Geschichte der Öl- und Gasförderung in der Nordsee war der Untergang der Bohrinsel Piper Alpha 1988, bei dem 167 Menschen ums Leben kamen.
Im August 2011 erteilte die Deutsche Bundesregierung einen Auftrag zur systematischen archäologischen Prospektion der südlichen Nordsee, auch außerhalb der 12-Seemeilen-Zone, an das Deutsche Schifffahrtsmuseum in Bremerhaven, da der Bestand zahlreicher archäologischer Fundplätze durch geplante Bauvorhaben bedroht ist.
Laut deutschen Behörden befinden sich (Stand 2020) etwa 1,3 Millionen Tonnen Kampfmittel und 280.000 Tonnen chemische Waffen des Dritten Reichs versenkt vor der deutschen Nordseeküste.